# Список млекопитающих Индонезии

Список млекопитающих, встречающихся на территории Индонезии.
Для обозначения охранного статуса каждого вида (сообразно определению Международного союза охраны природы (МСОП/IUCN)) применяются следующие отметки:
| EX | Исчезнувшие виды                 | Нет поводов для сомнений в гибели последнего представителя вида. |
| EW | Исчезнувшие в дикой природе      | Представители видов сохранились только в неволе. |
| CR | Виды на грани исчезновения       | Численность вида сократилась или может сократиться на 80 % в течение трёх поколений.                                                                                                 |
| EN | Вымирающие виды                  | Виды, которые подвержены угрозе вымирания из-за своей критически малой численности, либо воздействия определённых факторов окружающей среды.                                         |
| VU | Находятся в уязвимом положении   | Виды, находящиеся под риском стать вымирающими. Они нуждаются в мониторинге численности и темпа размножения, а также в мерах, способствующих сохранению их среды обитания.           |
| NT | Близки к уязвимому положению     | Виды или нижние таксоны, которые могут рассматриваться как находящиеся под опасностью исчезновения в ближайшем будущем, хотя в настоящее время они не претендуют на статус уязвимых. |
| LC | Находятся под наименьшей угрозой | Виды или таксоны, не входящие в какую-либо иную категорию и, следовательно, не испытывают угроз своему существованию.                                                                |

## ОтрядОднопроходные(Monotremata)

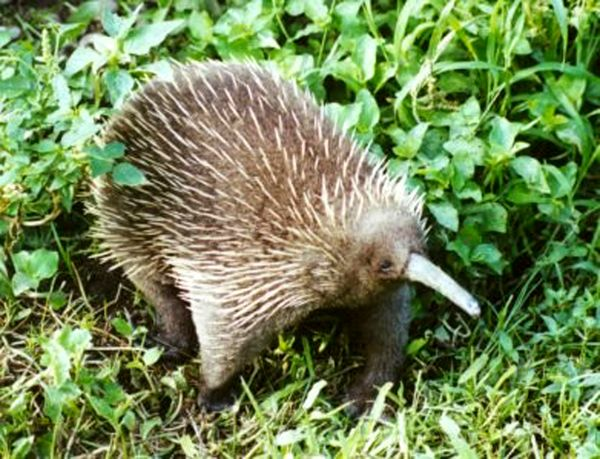
Проехидна Брюйна

- Семейство Ехидновые (Tachyglossidae)
  - Род Проехидны (Zaglossus)
    - Zaglossus attenboroughi CR
    - Zaglossus bartoni CR
    - Проехидна Брюйна (Zaglossus bruijni) CR

## ОтрядХищные сумчатые(Dasyuromorphia)
- Семейство Хищные сумчатые (Dasyuridae)
  - Подсемейство Dasyurinae

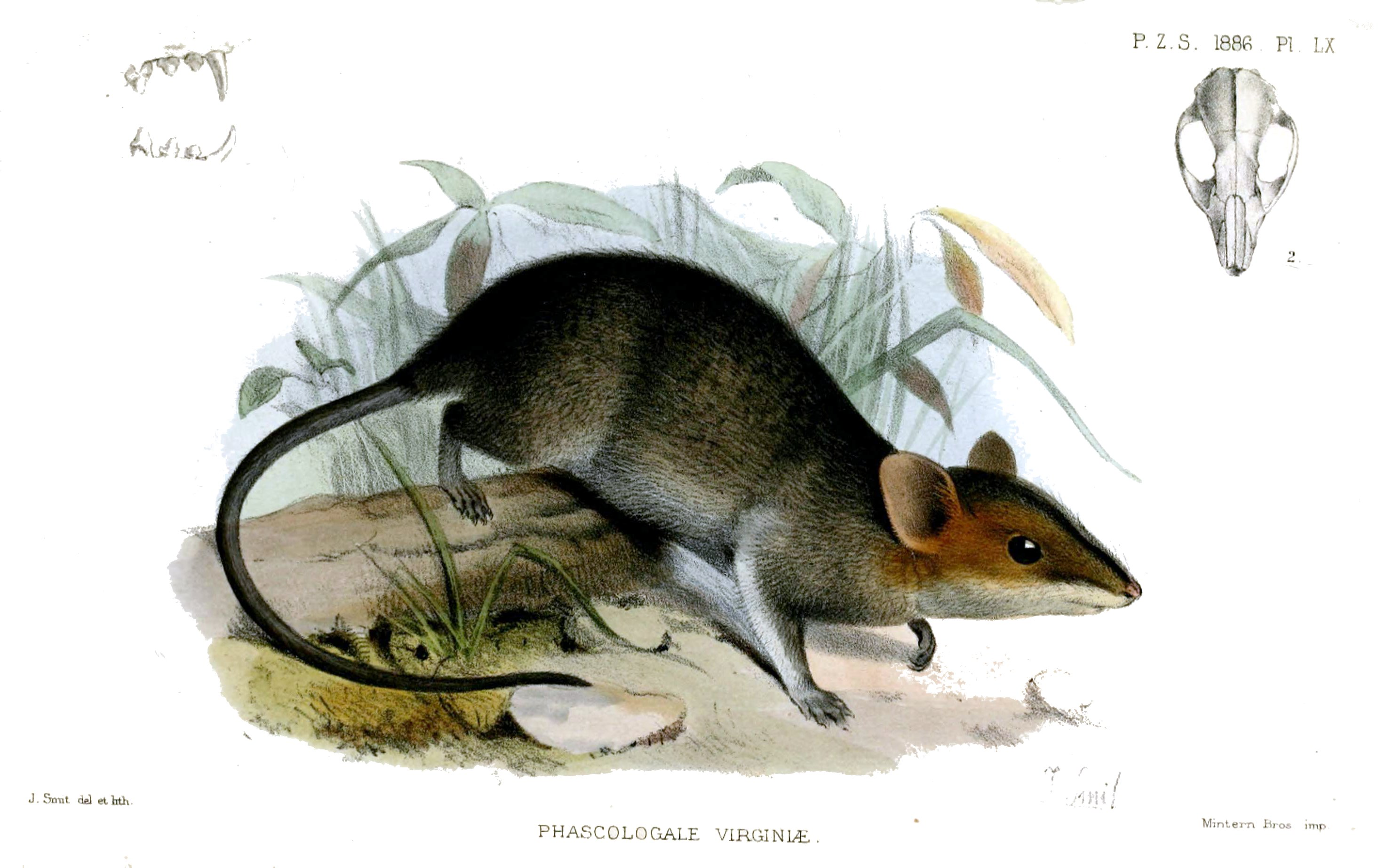
Краснощёкая сумчатая мышь

    - Род Пятнистые сумчатые куницы (Dasyurus)
      - Новогвинейская сумчатая куница (Dasyurus albopunctatus) NT

    - Род Micromurexia
      - Micromurexia habbema LC

    - Род Murexechinus
      - Murexechinus melanurus LC

    - Род Новогвинейские сумчатые крысы (Murexia)
      - Длиннохвостая сумчатая крыса (Murexia longicaudata) LC

    - Род Полосатые сумчатые куницы (Myoictis)
      - Полосатая сумчатая куница (Myoictis melas) LC
      - Полосатая сумчатая куница Уоллеса (Myoictis wallacii) LC

    - Род Длиннокоготные сумчатые мыши (Neophascogale)
      - Длиннокоготная сумчатая мышь (Neophascogale lorentzi) LC

    - Род Полосатые сумчатые крысы (Phascolosorex)
      - Оранжевобрюхая сумчатая крыса (Phascolosorex doriae) LC
      - Буробрюхая сумчатая крыса (Phascolosorex dorsalis) LC

    - Род Phascomurexia
      - Phascomurexia naso LC

  - Подсемейство Planigalinae
    - Род Плоскоголовые сумчатые мыши (Planigale)
      - Новогвинейская сумчатая мышь (Planigale novaeguineae) LC

  - Подсемейство Sminthopsinae
    - Род Узконогие сумчатые мыши (Sminthopsis)
      - Краснощёкая сумчатая мышь (Sminthopsis virginiae) LC

## ОтрядБандикутообразные(Peramelemorphia)
- Семейство Бандикутовые (Peramelidae)
  - Подсемейство Echymiperinae
    - Род Колючие бандикуты (Echymipera)
      - Колючий бандикут (Echymipera clara) LC
      - Плоскоиглый бандикут (Echymipera kalubu) LC
      - Толстоголовый бандикут (Echymipera rufescens) LC

    - Род Мышевидные бандикуты (Microperoryctes)
      - Microperoryctes aplini DD

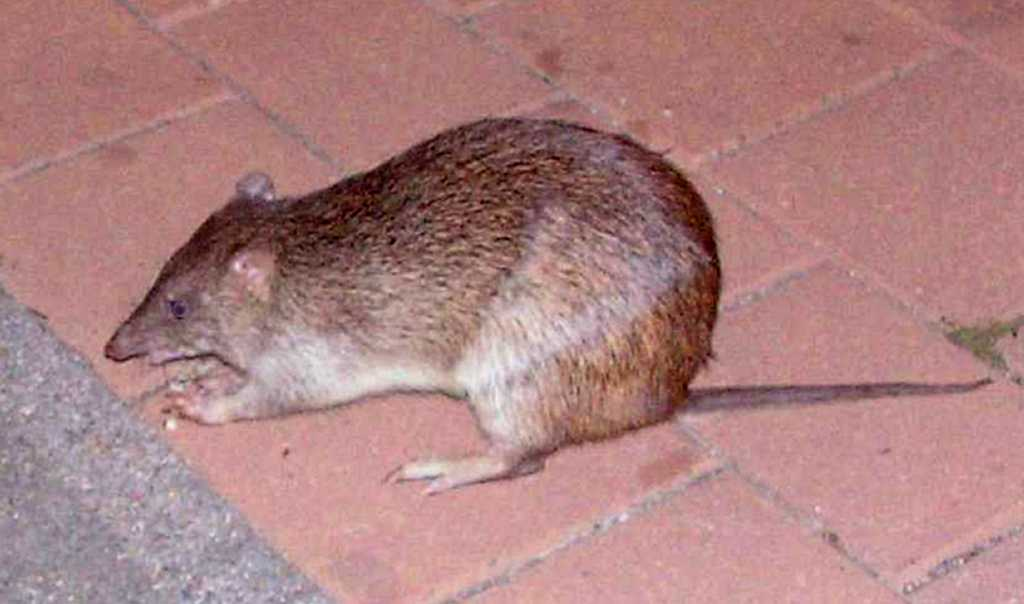
Большой бандикут

      - Полосатый бандикут (Microperoryctes longicauda) LC
      - Мышевидный бандикут (Microperoryctes murina) DD
      - Microperoryctes ornata DD

    - Род Церамские бандикуты (Rhynchomeles)
      - Rhynchomeles prattorum EN

  - Подсемейство Peramelinae
    - Род Коротконосые бандикуты (Isoodon)
      - Большой бандикут (Isoodon macrourus) LC

  - Подсемейство Peroryctinae
    - Род Новогвинейские бандикуты (Peroryctes)
      - Новогвинейский бандикут (Peroryctes raffrayana) LC

## ОтрядДвурезцовые сумчатые(Diprotodontia)
- Подотряд Phalangeriformes
  - Семейство Карликовые кускусы (Burramyidae)
    - Род Соневидные кускусы (Cercartetus)
      - Хвостатый кускус (Cercartetus caudatus) LC

  - Семейство Кускусовые (Phalangeridae)
    - Род Ailurops
      - Ailurops melanotis CR
      - Медвежий кускус (Ailurops ursinus) VU

    - Род Кускусы (Phalanger)
      - Phalanger alexandrae EN
      - Горный кускус (Phalanger carmelitae) LC
      - Одноцветный кускус (Phalanger gymnotis) LC
      - Телефоминский кускус (Phalanger matabiru) VU
      - Phalanger mimicus LC
      - Пушистый кускус (Phalanger orientalis) LC
      - Украшенный кускус (Phalanger ornatus) LC
      - Кускус Ротшильда (Phalanger rothschildi) LC
      - Шёлковый кускус (Phalanger sericeus) LC
      - Шелковистый кускус (Phalanger vestitus) LC

    - Род Пятнистые кускусы (Spilocuscus)
      - Пятнистый кускус (Spilocuscus maculatus) LC
      - Spilocuscus papuensis VU
      - Рыже-чёрный кускус (Spilocuscus rufoniger) CR
      - Spilocuscus wilsoni CR

    - Род Целебесские кускусы (Strigocuscus)
      - Целебесский кускус (Strigocuscus celebensis) VU
      - Одноцветный кускус (Strigocuscus pelengensis) LC

  - Семейство Сумчатые летяги (Petauridae)
    - Подсемейство Dactylopsilinae
      - Род Полосатые кускусы (Dactylopsila)
        - Большехвостый кускус (Dactylopsila megalura)
        - Малый полосатый кускус (Dactylopsila palpator)
        - Полосатый кускус (Dactylopsila trivirgata)

    - Подсемейство Petaurinae
      - Род Сумчатые летяги (Petaurus)
        - Petaurus biacensis
        - Сахарная сумчатая летяга (Petaurus breviceps)

  - Семейство Кольцехвостые кускусы (Pseudocheiridae)
    - Подсемейство Pseudochiropinae
      - Род Pseudochirops
        - Pseudochirops albertisii
        - Pseudochirops corinnae
        - Pseudochirops coronatus
        - Pseudochirops cupreus

    - Подсемейство Pseudocheirinae
      - Род Pseudochirulus
        - Pseudochirulus canescens
        - Pseudochirulus caroli
        - Pseudochirulus larvatus
        - Pseudochirulus mayeri
        - Pseudochirulus schlegeli

  - Семейство Перьехвостые кускусы (Acrobatidae)
    - Род Перьехвостые кускусы
      - Перьехвостый кускус (Distoechurus pennatus)
- Подотряд Macropodiformes
  - Семейство Macropodidae
    - Подсемейство Macropodinae
      - Род Древесные кенгуру (Dendrolagus)
        - Dendrolagus dorianus
        - Седой древесный кенгуру (Dendrolagus inustus)
        - Древесный валлаби (Dendrolagus mbaiso)
        - Медвежий кенгуру  (Dendrolagus ursinus)

      - Род Кустарниковые кенгуру (Dorcopsis)
        - Кенгуру Хагена (Dorcopsis hageni)
        - Dorcopsis luctuosa
        - Dorcopsis muelleri

      - Род Лесные кенгуру (Dorcopsulus)

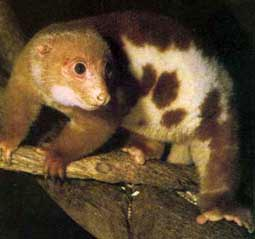
Пятнистый кускус

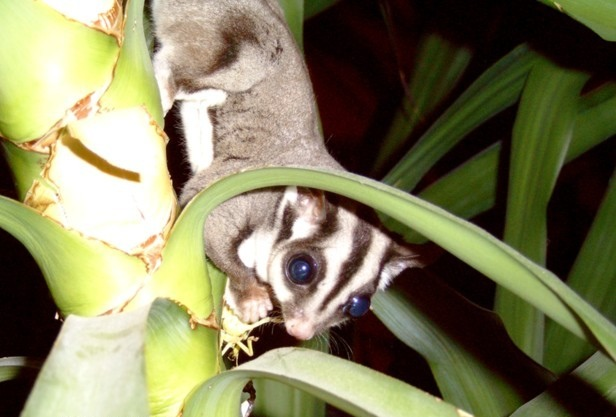
Сахарная сумчатая летяга

        - Горный кустарниковый кенгуру (Dorcopsulus vanheurni)

      - Род Исполинские кенгуру (Macropus)
        - Прыткий валлаби (Macropus agilis)

      - Род Филандеры (Thylogale)
        - Thylogale browni
        - Thylogale brunii

## Отряд Сирены (млекопитающие)|Сирены (Sirenia)

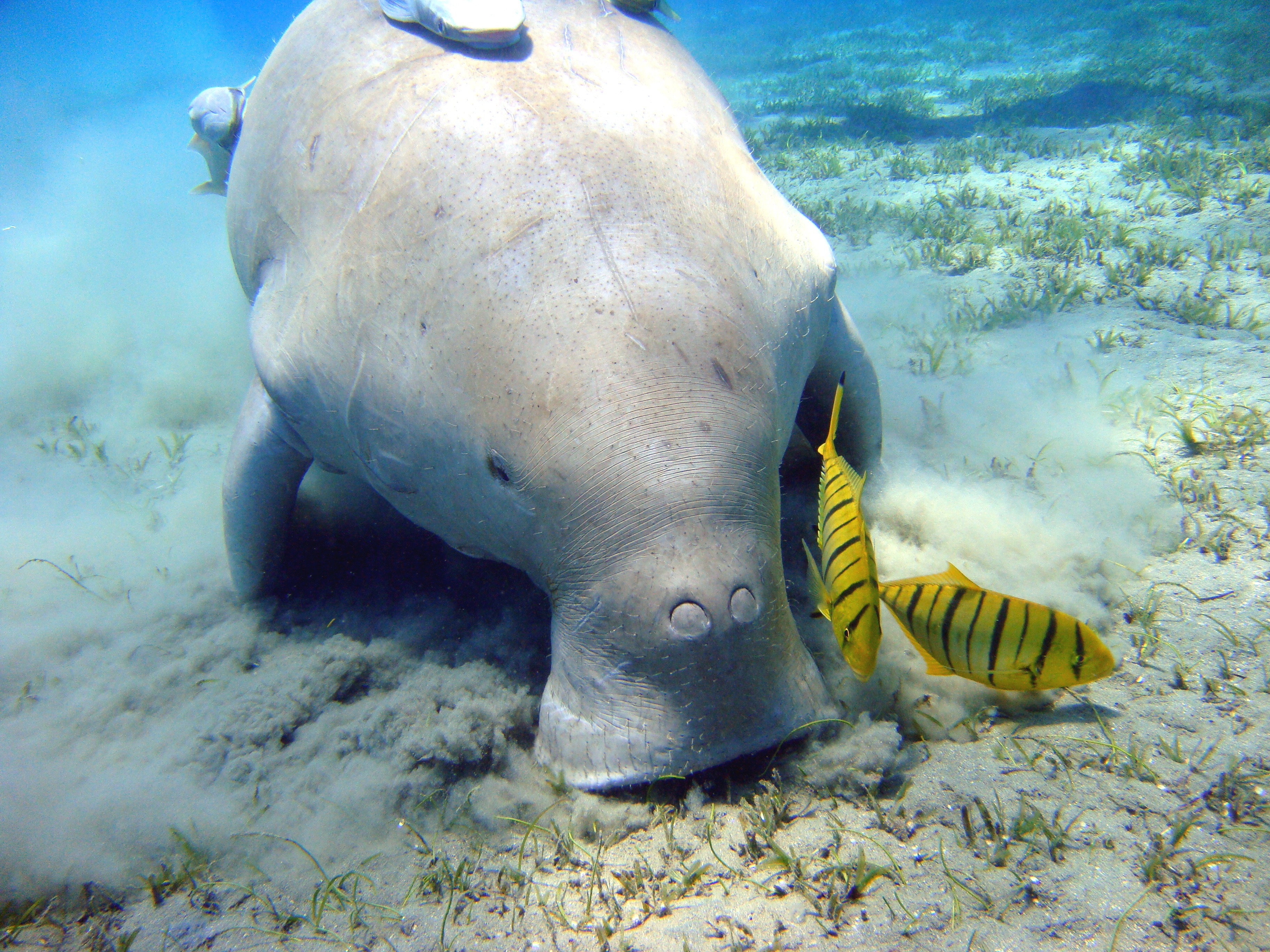
Дюгонь

## ОтрядХоботные(Proboscidea)
- Семейство Слоновые (Elephantidae)
  - Род Азиатские слоны (Elephas)
    - Азиатский слон (Elephas maximus)

## ОтрядСирены(Sirenia)
- Семейство Дюгоневые (Dugongidae)
  - Подсемейство Dugonginae
    - Род Дюгони (Dugong)
      - Дюгонь (Dugong dugon)

## ОтрядНасекомоядные(Eulipotyphla)
- Семейство Ежовые (Erinaceidae)

- - Подсемейство Крысиные ежи (гимнуры) (Hylomyinae)
    - Род Гимнуры (Echinosorex)
      - Гимнура (Echinosorex gymnura)

    - Род Малые гимнуры (Hylomys)
      - Hylomys parvus
      - Малая гимнура (Hylomys suillus)
- Семейство Землеройковые (Soricidae)

- - Подсемейство Белозубки (Crocidurinae)
    - Род Белозубки (Crocidura)
      - Клюворылая белозубка (Crocidura beccarii) LC
      - Crocidura brunnea LC
      - Сулавесская белозубка (Crocidura elongata)
      - Crocidura foetida
      - Crocidura hutanis
      - Львиная белозубка (Crocidura lea)
      - Crocidura lepidura

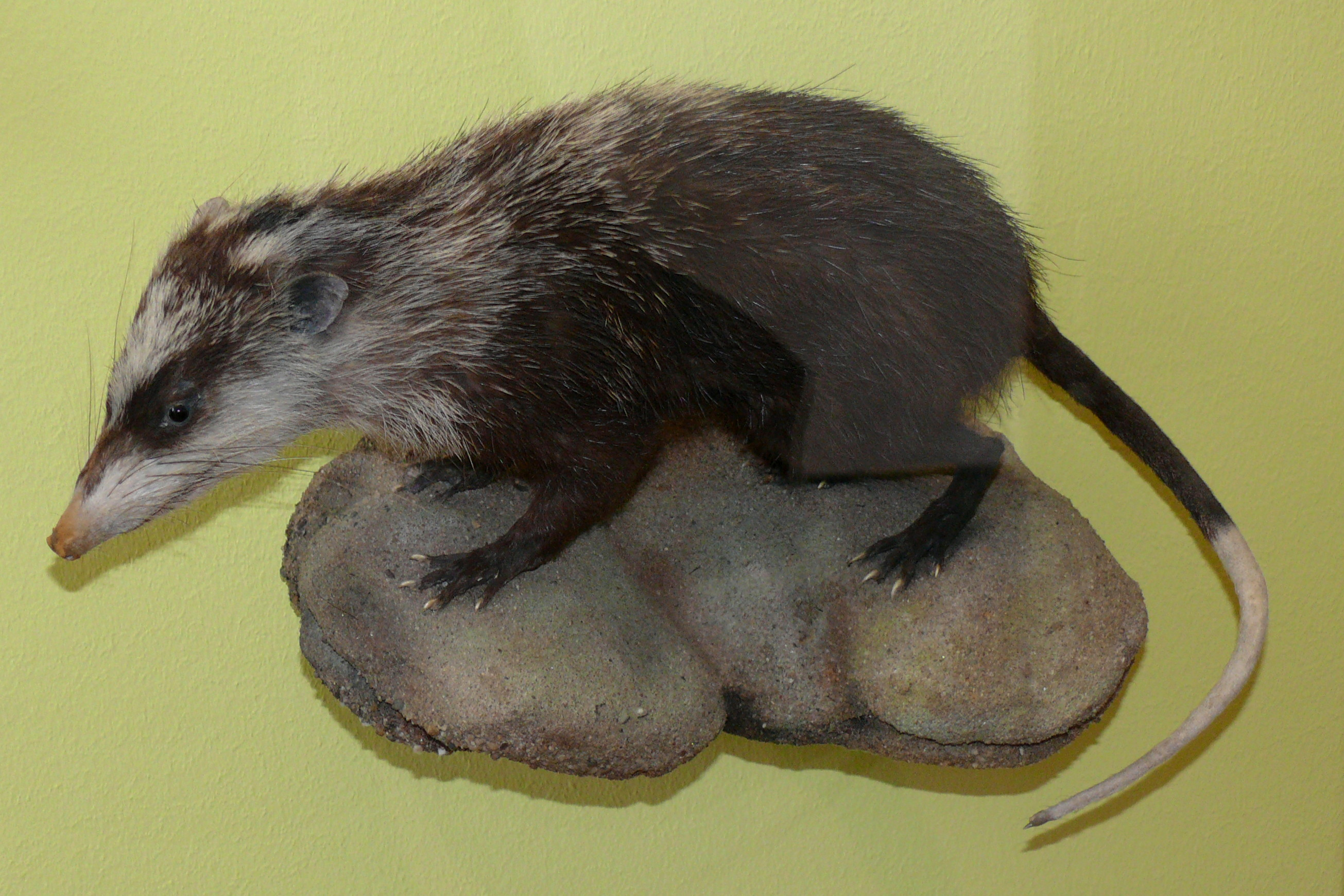
Гимнура

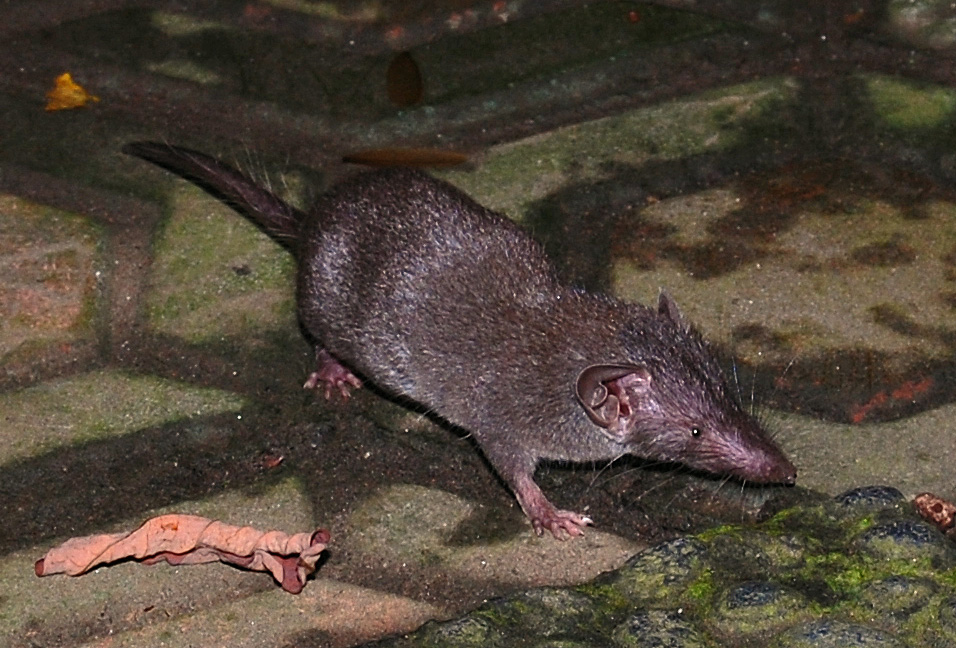
Гигантская белозубка

      - Большая яванская белозубка (Crocidura maxi)
      - Горная белозубка (Crocidura monticola)
      - Crocidura musseri
      - Черноватая белозубка (Crocidura nigripes)
      - Восточная белозубка (Crocidura orientalis)
      - Странная белозубка (Crocidura paradoxura) LC
      - Crocidura rhoditis
      - Светлая белозубка (Crocidura tenuis)

    - Род Многозубки (Suncus)
      - Suncus hosei
      - Флоресская многозубка (Suncus mertensis)
      - Гигантская белозубка (Suncus murinus) LC

  - Подсемейство Бурозубки (Soricinae)
    - Триба Nectogalini
      - Род Азиатские водяные белозубки (Chimarrogale)
        - Калимантанская водяная землеройка (Chimarrogale phaeura)
        - Chimarrogale sumatrana

## ОтрядРукокрылые(Chiroptera)
- Подотряд Крыланы (Megachiroptera)
  - Семейство Крылановые (Pteropodidae)
    - Подсемейство Длинноязыкие крыланы (Macroglossusinae)[1][2]
      - Род Пещерный крыланы (Eonycteris)
        - Большой пещерный крылан (Eonycteris major)
        - Пещерный крылан (Eonycteris spelaea)

      - Род Длинноязыкие крыланы (Macroglossus)

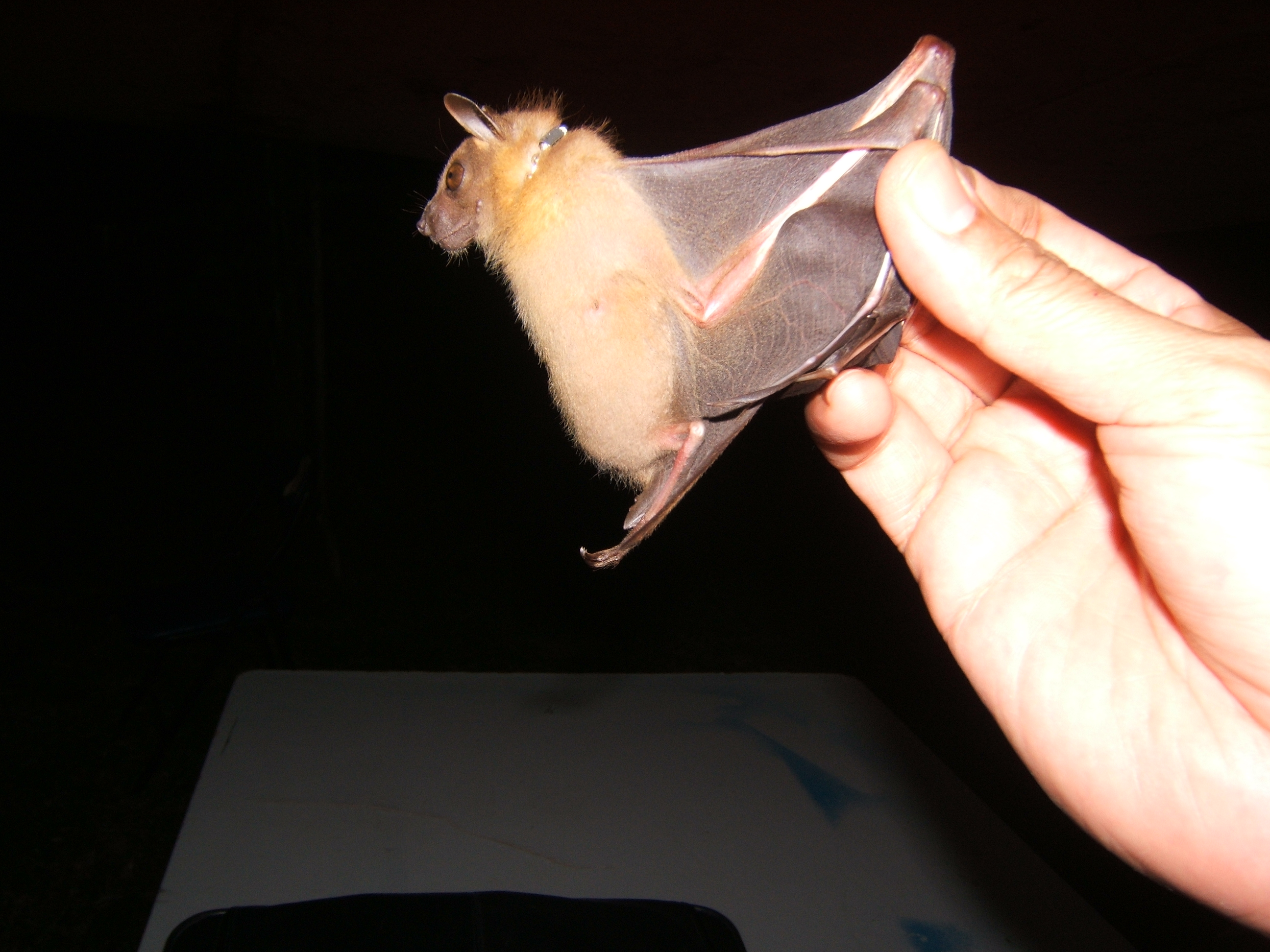
Cynopterus brachyotis

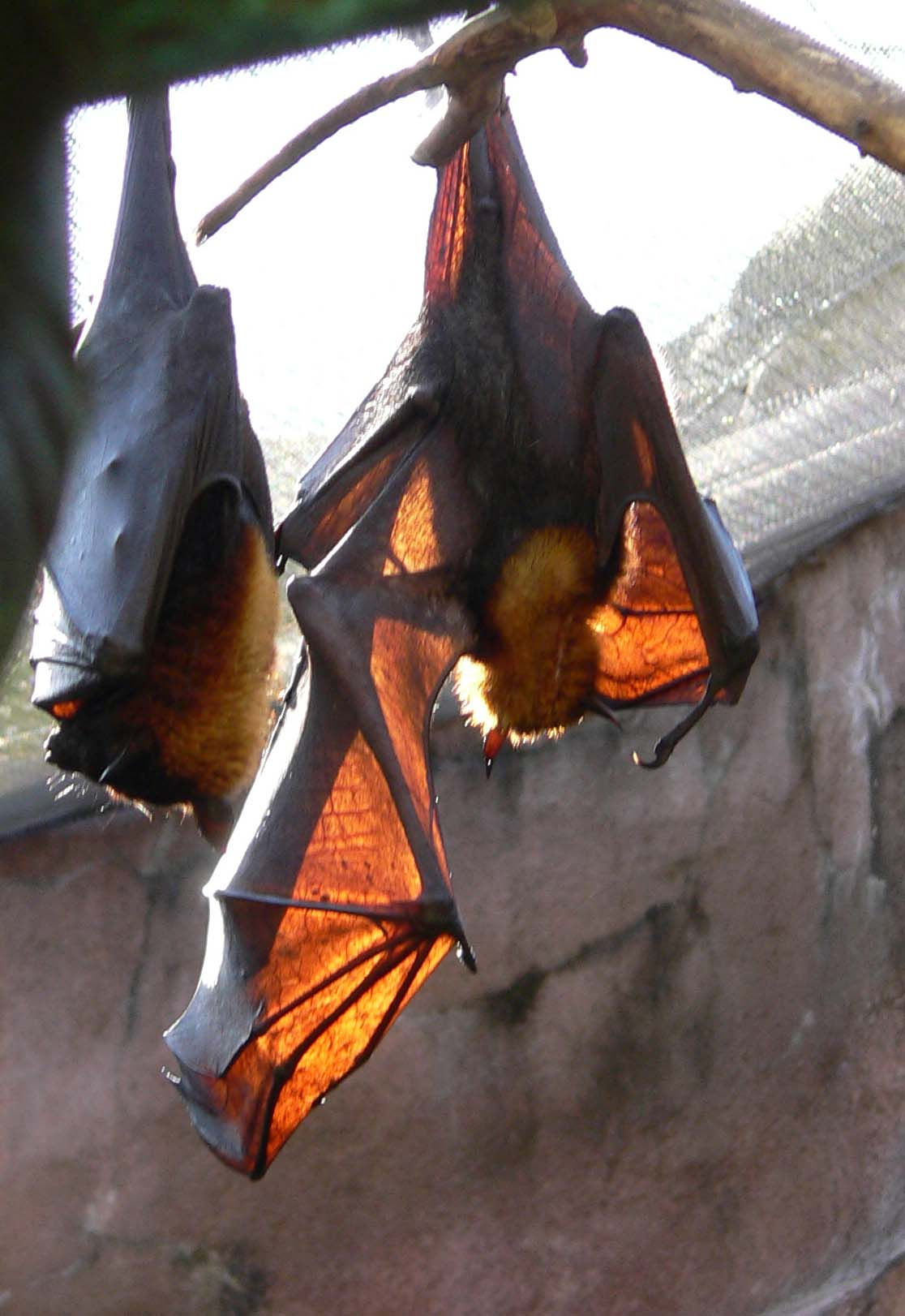
Pteropus vampyrus

        - Малый длинноязыкий крылан (Macroglossus minimus)
        - Macroglossus sobrinus

      - Род Австралийские крыланы (Syconycteris)
        - Австралийский крылан (Syconycteris australis)
        - Syconycteris carolinae
        - Syconycteris hobbit

    - Подсемейство Pteropodinae
      - Род Ацеродоны (Acerodon)
        - Целебесский ацеродон (Acerodon celebensis)
        - Обыкновенный ацеродон (Acerodon humilis)
        - Ацеродон Макклота (Acerodon mackloti)

      - Род Карликовые крыланы (Aethalops)
        - Aethalops aequalis
        - Карликовый крылан (Aethalops alecto)

      - Род Пятнокрылые крыланы (Balionycteris)
        - Пятнокрылый крылан (Balionycteris maculata)

      - Род Черношапочные крыланы (Chironax)
        - Черношапочный крылан (Chironax melanocephalus)

      - Род Коротконосые крыланы (Cynopterus)
        - Малайский коротконосый крылан (Cynopterus brachyotis)
        - Коротконосый крылан Хорсфилда (Cynopterus horsfieldi)
        - Cynopterus luzoniensis
        - Cynopterus minutus
        - Cynopterus nusatenggara
        - Индийский коротконосый крылан (Cynopterus sphinx)
        - Cynopterus titthaecheileus

      - Род Голоспинные крыланы (Dobsonia)
        - Крылан Бофорта (Dobsonia beauforti)
        - Хальмахерский крылан (Dobsonia crenulata)
        - Dobsonia emersa
        - Сулавесский голоспинный крылан (Dobsonia exoleta)
        - Dobsonia magna
        - Малый голоспинный крылан (Dobsonia minor)
        - Dobsonia moluccensis
        - Крылан Перона (Dobsonia peronii)
        - Зелёный крылан (Dobsonia viridis)

      - Род Бурые крыланы (Dyacopterus)
        - Dyacopterus brooksi

      - Род Крыланы-гарпии (Harpyionycteris)
        - Сулавесский крылан-гарпия (Harpyionycteris celebensis)

      - Род Крыланы Темминка (Megaerops)
        - Крылан Темминка (Megaerops ecaudatus)
        - Megaerops kusnotoi Hill et Boedi, 1978
        - Крылан Ветмора (Megaerops wetmorei Taylor, 1934)

      - Род Сулавесские крыланы (Neopteryx)
        - Сулавесский крылан (Neopteryx frosti)

      - Род Трубконосые крыланы (Nyctimene)
        - Трубконосый крылан Томаса (Nyctimene aello)
        - Белобрюхий трубконосый крылан (Nyctimene albiventer)
        - Большеголовый трубконосый крылан (Nyctimene cephalotes)
        - Nyctimene certans
        - Новогвинейский трубконосый крылан (Nyctimene cyclotis)
        - Nyctimene draconilla
        - Nyctimene keasti
        - Малый трубконосый крылан (Nyctimene minutus)
        - Nyctimene rabori

      - Род Карликовые трубконосые крыланы (Paranyctimene)
        - Карликовый трубконосый крылан (Paranyctimene raptor)
        - Paranyctimene tenax

      - Род Коротконосые крыланы Лукаса (Penthetor)
        - Коротконосый крылан Лукаса (Penthetor lucasi)

      - Род Летучие лисицы (Pteropus)
        - Бавеанская летучая лисица (Pteropus alecto)
        - Серебристая летучая лисица (Pteropus argentatus)
        - Pteropus aruensis
        - Седая летучая лисица (Pteropus caniceps)
        - Золотистая летучая лисица (Pteropus chrysoproctus)
        - Новогвинейская летучая лисица (Pteropus conspicillatus)
        - Серая летучая лисица (Pteropus griseus)
        - Малая летучая лисица (Pteropus hypomelanus)
        - Pteropus keyensis
        - Ломбокская летучая лисица (Pteropus lombocensis)
        - Летучая лисица Ару (Pteropus macrotis)
        - Черноспинная летучая лисица (Pteropus melanopogon)
        - Никобарская летучая лисица (Pteropus melanotus)
        - Pteropus neohibernicus
        - Церамская летучая лисица (Pteropus ocularis)
        - Моротайская летучая лисица (Pteropus personatus)
        - Япенская летучая лисица (Pteropus pohlei)
        - Карликовая летучая лисица (Pteropus pumilus)
        - Сибусская летучая лисица (Pteropus speciosus)
        - Летучая лисица Темминка (Pteropus temmincki)
        - Большая летучая лисица (Pteropus vampyrus)

      - Род Летучие собаки (Rousettus)
        - Цепкохвостая летучая собака (Rousettus amplexicaudatus)
        - Rousettus bidens
        - Целебесская летучая собака (Rousettus celebensis)
        - Летучая собака Лешенолта (Rousettus leschenaulti)
        - Rousettus linduensis
        - Rousettus spinalatus

      - Род Крыланы Уоллеса (Styloctenium)
        - Крылан Уоллеса (Styloctenium wallacei)

      - Род Тёмные крыланы (Thoopterus)
        - Тёмный крылан (Thoopterus nigrescens)
- Подотряд Летучие мыши (Microchiroptera)
  - Надсемейство Rhinopomatoidea
    - Семейство Мышехвосты (Rhinopomatidae)
      - Род Мышехвосты (Rhinopoma)
        - Большой мышехвост (Rhinopoma microphyllum)

  - Надсемейство Rhinolophoidea
    - Семейство Подковоносые (Rhinolophidae)
      - Подсемейство Rhinolophinae
        - Род Подковоносы (Rhinolophus)
          - Rhinolophus acuminatus
          - Азиатский подковонос (Rhinolophus affinis)
          - Лузонский подковонос (Rhinolophus arcuatus)
          - Борнейский подковонос (Rhinolophus borneensis)
          - Rhinolophus canuti
          - Rhinolophus celebensis
          - Подковонос Крега (Rhinolophus creaghi)
          - Восточный подковонос (Rhinolophus euryotis)
          - Кейский подковонос (Rhinolophus keyensis)
          - Индийский подковонос (Rhinolophus lepidus)
          - Большой восточный подковонос (Rhinolophus luctus)
          - Длинноухий подковонос (Rhinolophus macrotis)
          - Rhinolophus madurensis
          - Австралийский подковонос (Rhinolophus megaphyllus)
          - Спантанский подковонос (Rhinolophus nereis)
          - Филиппинский подковонос (Rhinolophus philippinensis)
          - Карликовый подковонос (Rhinolophus pusillus)
          - Калимантанский подковонос (Rhinolophus sedulus)
          - Малайзийский подковонос (Rhinolophus stheno)
          - Трёхлистный подковонос (Rhinolophus trifoliatus)

      - Подсемейство Hipposiderinae
        - Род Цветкомордые листоносы (Anthops)
        - Род Трезубценосы (Asellia)
        - Род Трезубценосы Тейта (Aselliscus)
          - Aselliscus tricuspidatus

        - Род Целопсы (Coelops)
          - Coelops frithii
          - Coelops robinsoni

        - Род Обыкновенные листоносы (Hipposideros)
          - Сумеречный листонос (Hipposideros ater)
          - Двухцветный листонос (Hipposideros bicolor)
          - Hipposideros breviceps
          - Шпороносный листонос (Hipposideros calcaratus)
          - Hipposideros cervinus
          - Пепельный листонос (Hipposideros cineraceus)
          - Hipposideros corynophyllus
          - Тиморский листонос (Hipposideros crumeniferus)
          - Большой листонос (Hipposideros diadema)
          - Листонос Дориа (Hipposideros doriae)
          - Hipposideros dyacorum
          - Хохлатый листонос (Hipposideros galeritus)
          - Сулавесский листонос (Hipposideros inexpectatus)
          - Hipposideros larvatus
          - Hipposideros macrobullatus
          - Hipposideros madurae
          - Hipposideros maggietaylorae
          - Новогвинейский листонос (Hipposideros muscinus)
          - Минданаоский листонос (Hipposideros orbiculus)
          - Папуанский листонос (Hipposideros papua)
          - Hipposideros pelingensis
          - Hipposideros sorenseni
          - Hipposideros sumbae
          - Листонос Уолластона (Hipposideros wollastoni)

    - Семейство Копьеносые (Megadermatidae)
      - Род Афроазиатские ложные вампиры (Megaderma)
        - Малайский ложный вампир (Megaderma spasma)

    - Семейство Щелемордые (Nycteridae)
      - Род Щелеморды (Nycteris)
        - Яванский щелеморд (Nycteris javanica)
        - Nycteris tragata

  - Надсемейство Emballonuroidea
    - Семейство Футлярохвостые (Emballonuridae)
      - Род Мешкокрылы Старого Света (Emballonura)
        - Юго-восточный мешкокрыл (Emballonura alecto)
        - Мешкокрыл Беккари (Emballonura beccarii)
        - Новогвинейский мешкокрыл (Emballonura furax)
        - Футлярохвостый мешкокрыл (Emballonura monticola)
        - Мешкокрыл Раффрея (Emballonura raffrayana)

      - Род Mosia
        - Mosia nigrescens

      - Род Saccolaimus
        - Saccolaimus saccolaimus

      - Род Могильные мешкокрылы (Taphozous)
        - Taphozous achates
        - Taphozous longimanus
        - Чернобородый мешкокрыл (Taphozous melanopogon)
        - Мешкокрыл Теобальда (Taphozous theobaldi)

  - Надсемейство Molossoidea
    - Семейство Бульдоговые летучие мыши (Molossidae)
      - Род Малые складчатогубы (Chaerephon)
        - Chaerephon jobensis
        - Йохорский складчатогуб (Chaerephon johorensis)
        - Chaerephon plicata

      - Род Голокожие бульдоговые летучие мыши (Cheiromeles)
        - Ожерельевая летучая мышь (Cheiromeles parvidens)
        - Голокожая летучая мышь (Cheiromeles torquatus)

      - Род Большие складчатогубы (Mops)
        - Mops mops
        - Сулавесский складчатогуб (Mops sarasinorum)

      - Род Складчатогубы-гоблины (Mormopterus)
        - Складчатогуб Беккари (Mormopterus beccarii)
        - Складчатогуб Дориа (Mormopterus doriae)

      - Род Большеухие складчатогубы (Otomops)
        - Яванский складчатогуб (Otomops formosus)
        - Otomops johnstonei

      - Род Складчатогубы (Tadarida)
        - Tadarida kuboriensis
        - Tadarida teniotis

  - Надсемейство Vespertilionoidea
    - Семейство Гладконосые летучие мыши (Vespertilionidae)
      - Подсемейство Vespertilioninae
        - Род Arielulus
          - Arielulus circumdatus
          - Arielulus cuprosus

        - Род Falsistrellus
          - Falsistrellus mordax
          - Falsistrellus petersi

        - Род Толстопалые нетопыри (Glischropus)
          - Яванский нетопырь (Glischropus javanus)
          - Толстопалый нетопырь (Glischropus tylopus)

        - Род Малайзийские кожаны (Hesperoptenus)
          - Кожан Бланфорда (Hesperoptenus blanfordi)
          - Ложный кожан (Hesperoptenus doriae)
          - Hesperoptenus gaskelli
          - Кожан Томеса (Hesperoptenus tomesi)

        - Род Hypsugo
          - Hypsugo imbricatus
          - Hypsugo kitcheneri
          - Hypsugo macrotis
          - Hypsugo vordermanni

        - Род Австралийские гладконосы (Nyctophilus)
          - Nyctophilus heran
          - Тиморский гладконос (Nyctophilus timoriensis)

        - Род Суматранские нетопыри (Philetor)
          - Суматранский нетопырь (Philetor brachypterus)

        - Род Трубкоухи (Phoniscus)
          - Бороздчатозубый трубкоух (Phoniscus atrox)
          - Трубкоух Петерса (Phoniscus jagorii)
          - Тапуанский трубкоух (Phoniscus papuensis)

        - Род Нетопыри (Pipistrellus)
          - Pipistrellus angulatus
          - Цейлонский нетопырь (Pipistrellus ceylonicus)
          - Яванский нетопырь (Pipistrellus javanicus)
          - Pipistrellus minahassae
          - Pipistrellus papuanus
          - Pipistrellus stenopterus
          - Тонкий нетопырь (Pipistrellus tenuis)

        - Род Домовые гладконосы (Scotophilus)
          - Целебесский гладконос (Scotophilus celebensis)
          - Scotophilus collinus
          - Азиатский домовый гладконос (Scotophilus kuhlii)
          - Scotorepens sanborni

        - Род Косолапые кожаны (Tylonycteris)
          - Косолапый кожан (Tylonycteris pachypus)
          - Калимантанский кожан (Tylonycteris robustula)

      - Подсемейство Murinina
        - Род Шерстокрылые трубконосы  (Harpiocephalus)
          - Шерстокрылый трубконос (Harpiocephalus harpia)
          - Harpiocephalus mordax

        - Род Трубконосы (Murina)
          - Бронзовый трубконос (Murina aenea)
          - Сиккимский трубконос (Murina cyclotis)
          - Флоресский трубконос (Murina florium)
          - Murina rozendaali
          - Малайзийский трубконос (Murina suilla)

      - Подсемейство Kerivoulinae
        - Род Украшенные гладконосы (Kerivoula)
          - Kerivoula flora
          - Украшенный гладконос Хардвика (Kerivoula hardwickii)
          - Kerivoula intermedia
          - Яванский украшенный гладконос (Kerivoula papillosa)
          - Светлый украшенный гладконос (Kerivoula pellucida)
          - Украшенный гладконос (Kerivoula picta)
          - Украшенный гладконос Уайтхэда (Kerivoula whiteheadi)

      - Подсемейство Miniopterinae
        - Род Длиннокрылы (Miniopterus)
          - Восточный длиннокрыл (Miniopterus australis)
          - Miniopterus macrocneme
          - Miniopterus magnater
          - Юговосточноазиатский длиннокрыл (Miniopterus medius)
          - Miniopterus paululus
          - Miniopterus pusillus
          - Обыкновенный длиннокрыл (Miniopterus schreibersii)
          - Miniopterus shortridgei
          - Новогвинейский длиннокрыл (Miniopterus tristis)

      - Подсемейство Myotinae
        - Род Ночницы (Myotis)
          - Малайзийская ночница (Myotis adversus)
          - Myotis ater
          - Myotis formosus
          - Ночница Хасселта (Myotis hasseltii)
          - Myotis hermani
          - Ночница Хорсфилда (Myotis horsfieldii)
          - Большеногая ночница (Myotis macrotarsus)
          - Myotis moluccarum
          - Бирманская ночница (Myotis montivagus)
          - Малая ночница (Myotis muricola)
          - Ночница Ридли (Myotis ridleyi)
          - Гималайская ночница (Myotis siligorensis)
          - Ночница Шталькера (Myotis stalkeri)

## ОтрядПанголины(Pholidota)

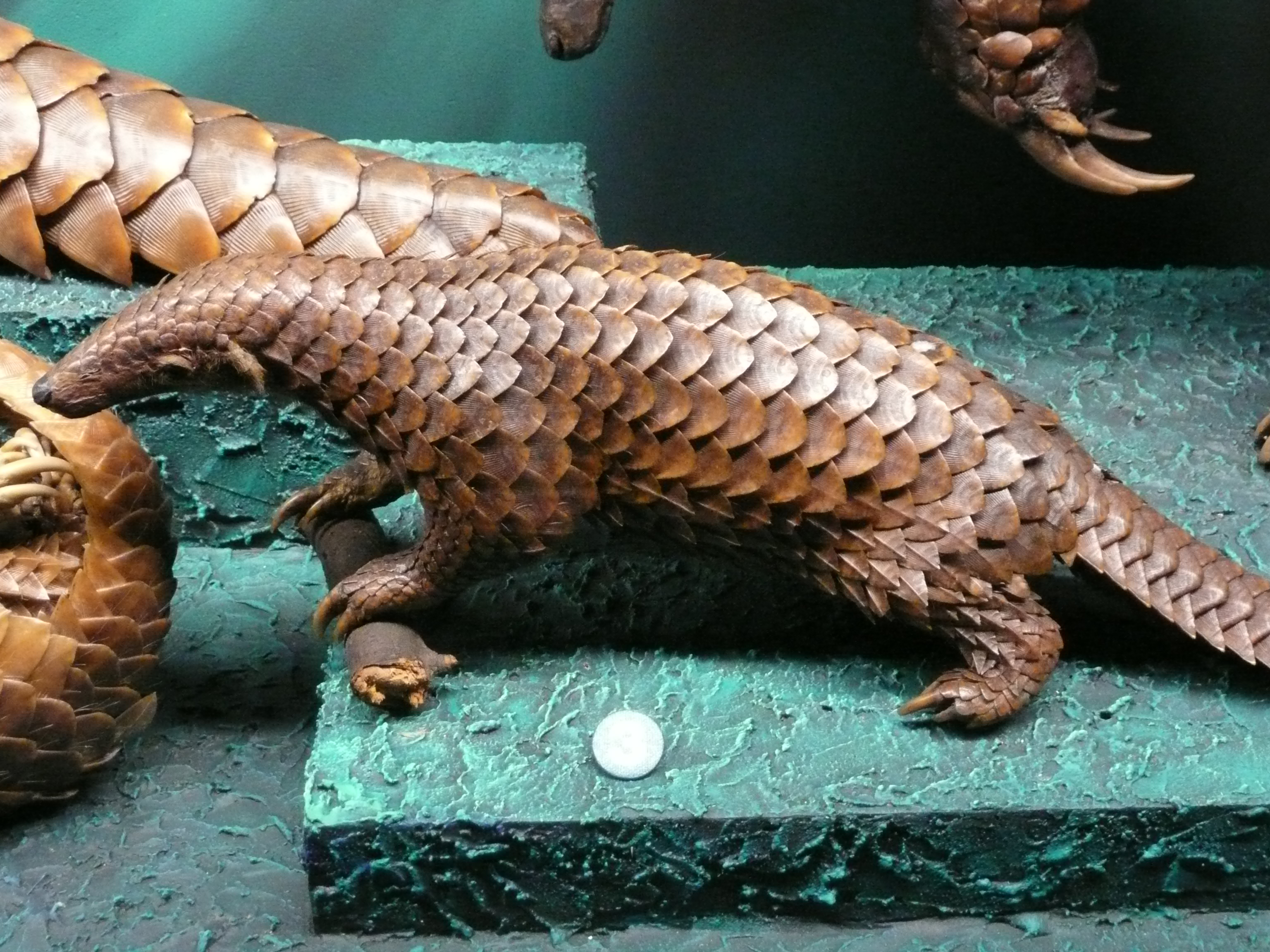
Яванский ящер

- Семейство Ящеровые (Manidae)
  - Род Ящеры (Manis)
    - Яванский ящер (Manis javanica)

## ОтрядХищные(Carnivora)
- Подотряд Кошкообразные (Feliformia)
  - Семейство Кошачьи (Felidae)
    - Подсемейство Малые кошки (Felinae)
      - Род Катопумы (Catopuma)
        - Калимантанская кошка (Catopuma badia)
        - Кошка Темминка (Catopuma temminckii)

      - Род Мраморные кошки (Pardofelis)
        - Мраморная кошка (Pardofelis marmorata) VU

      - Род Азиатские кошки (Prionailurus)
        - Бенгальская кошка (Prionailurus bengalensis)
        - Суматранская кошка (Prionailurus planiceps)
        - Кошка-рыболов (Prionailurus viverrinus)

      - Род Кошки (род) (Felis)
        - Домашняя кошка (Felis catus)

    - Подсемейство Большие кошки (Pantherinae)
      - Род Дымчатые леопарды (Neofelis)

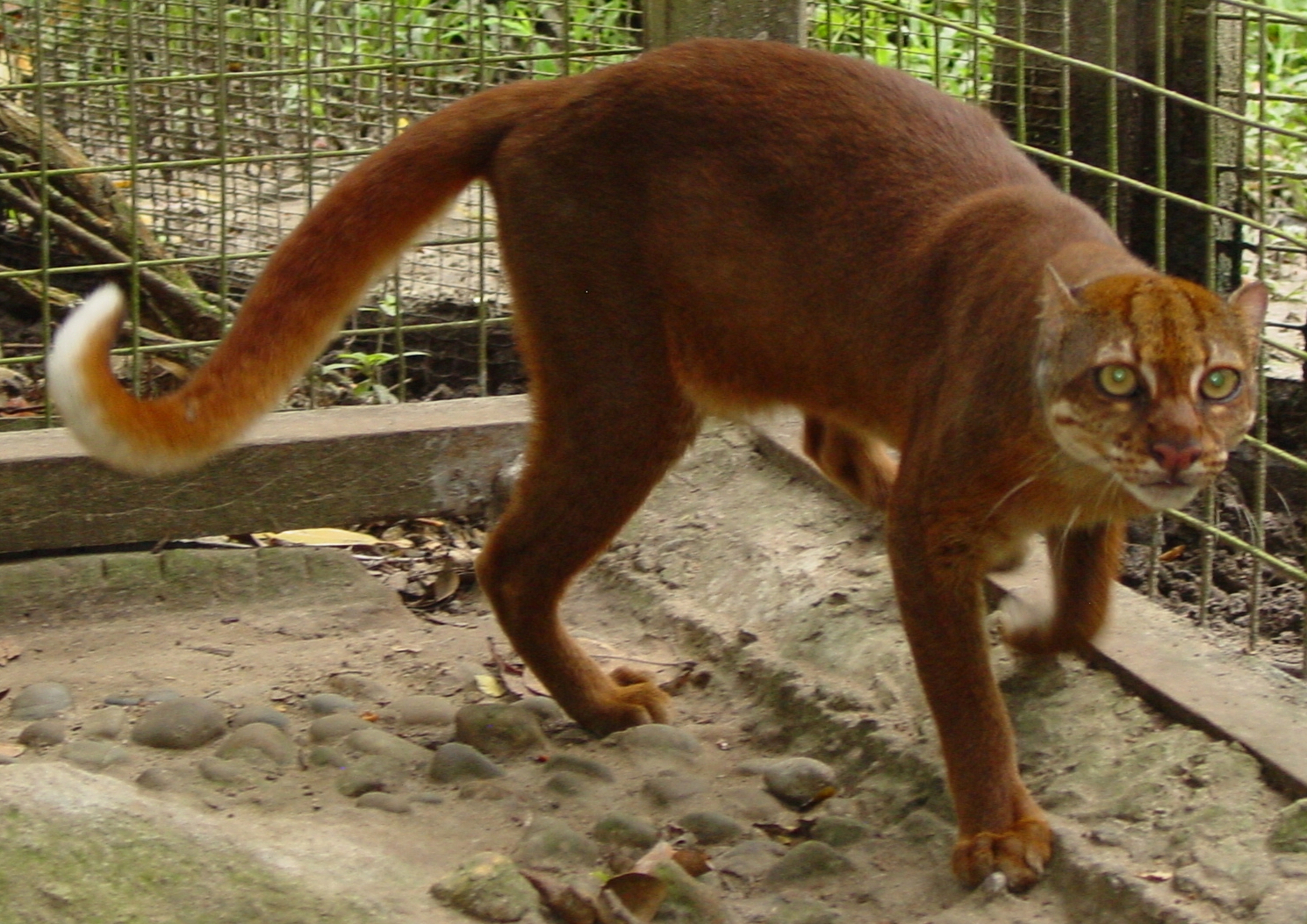
Калимантанская кошка

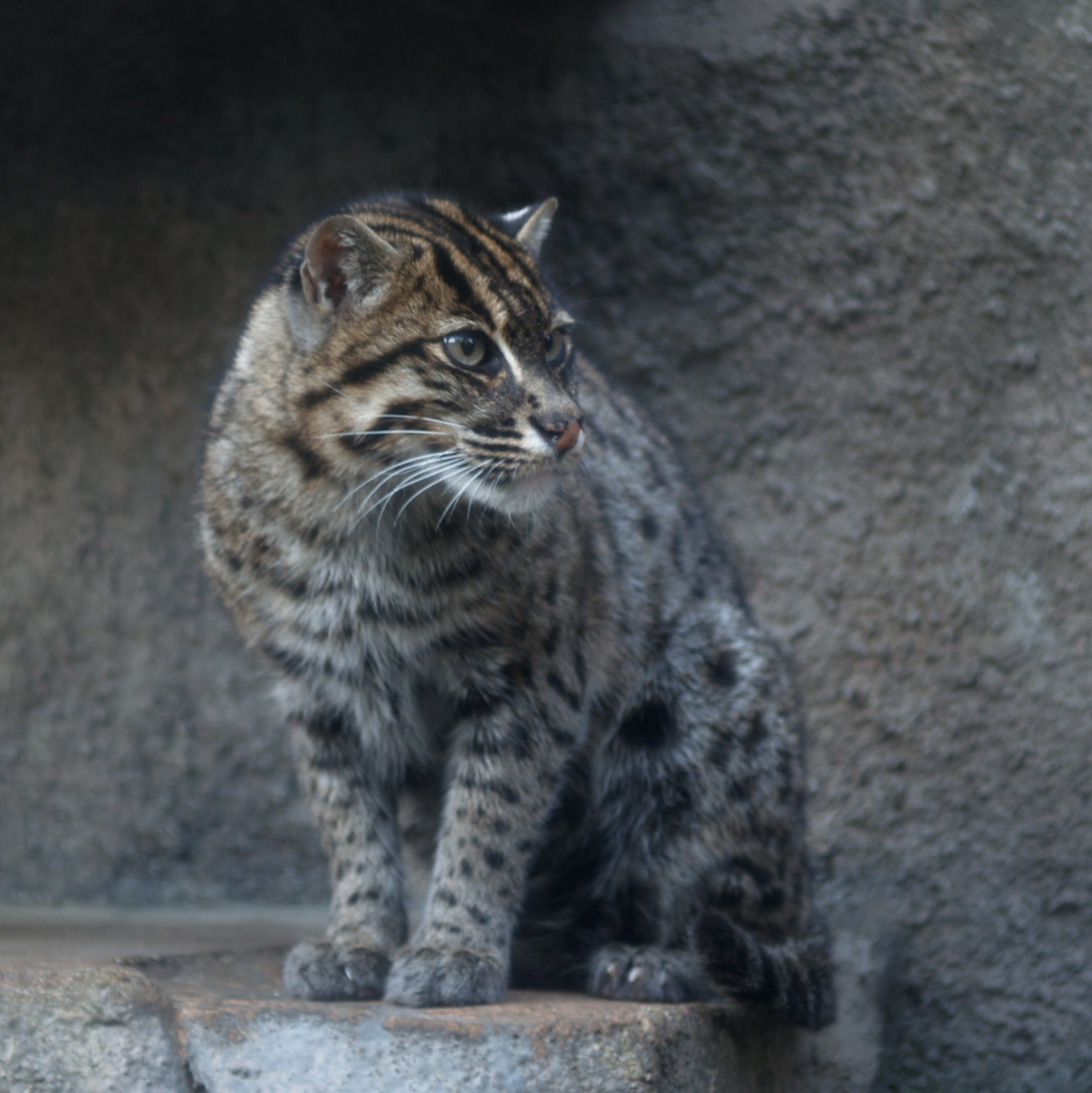
Кошка-рыболов

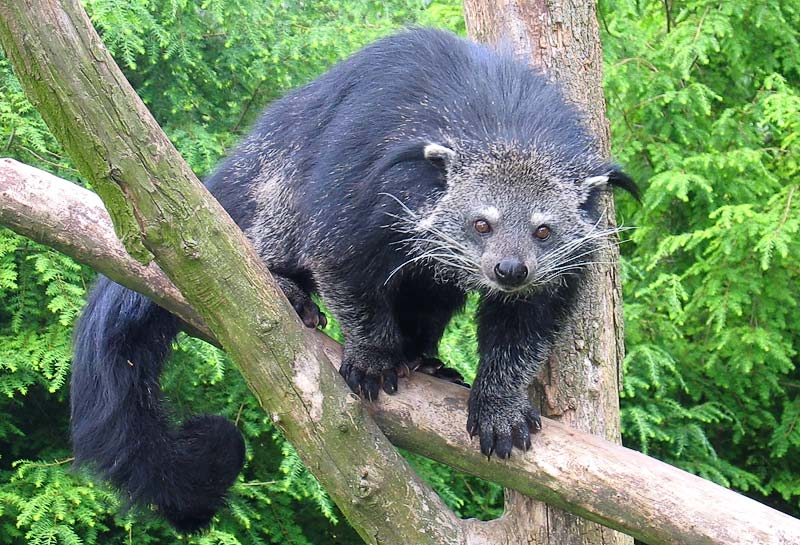
Бинтуронг

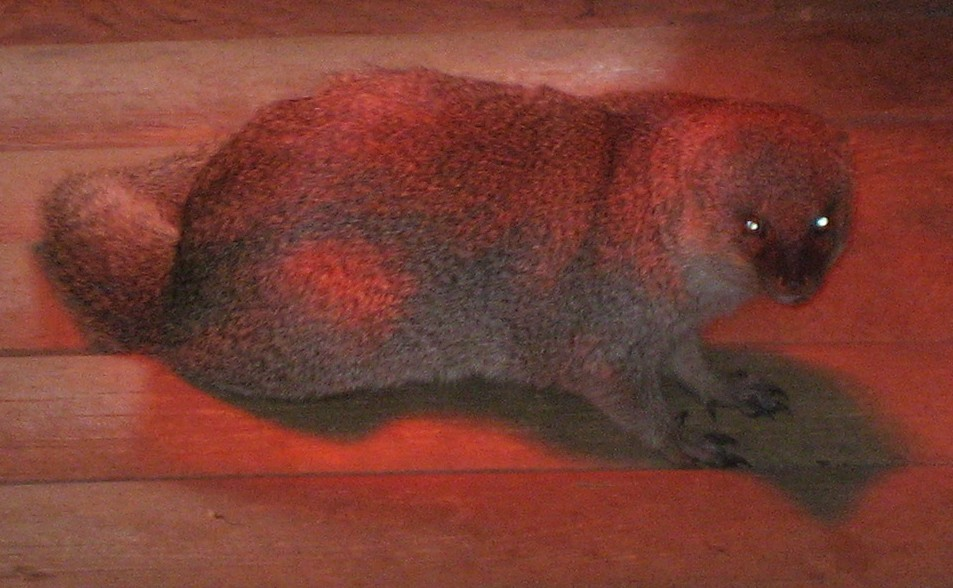
Яванский мангуст

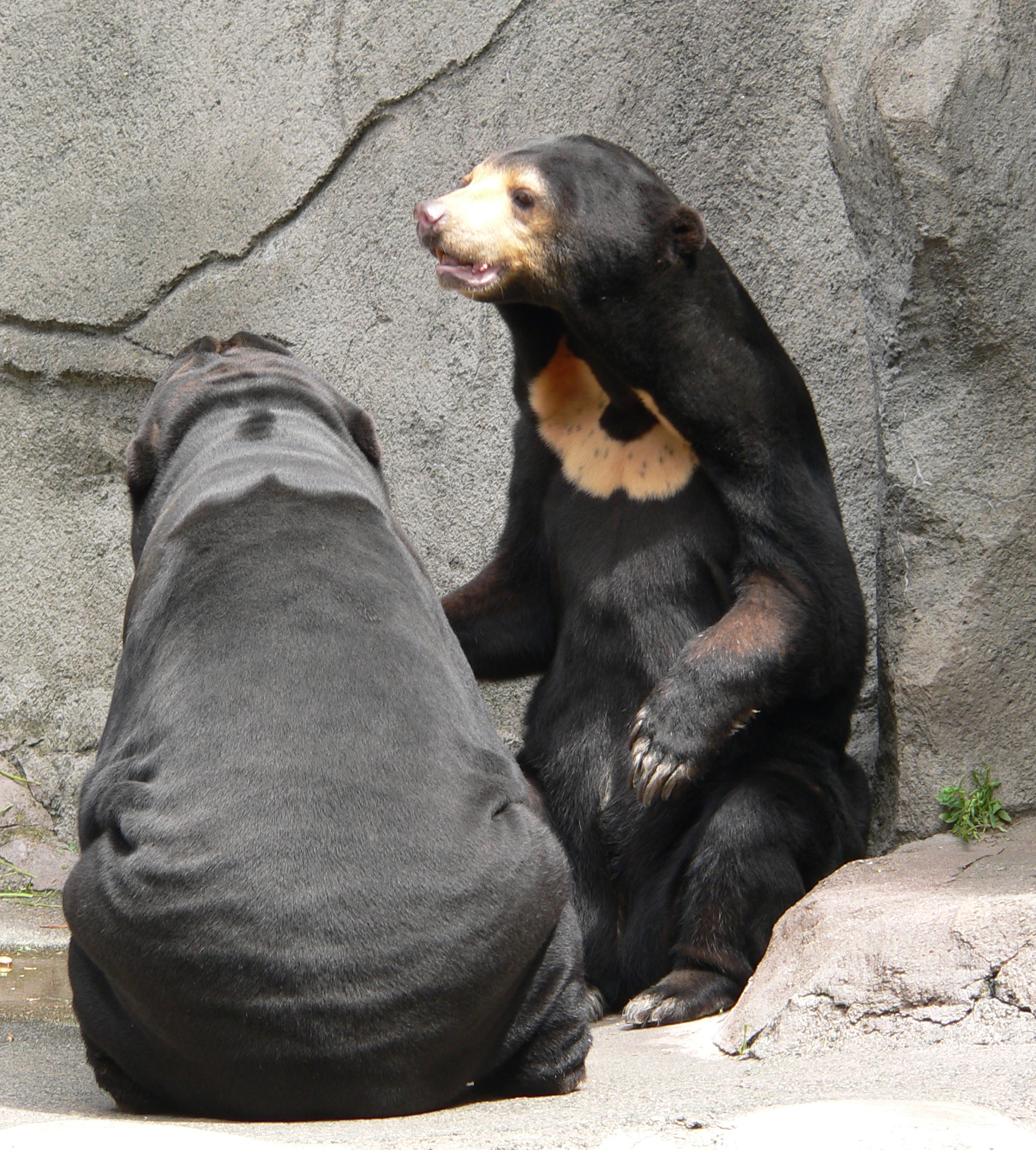
Малайский медведь

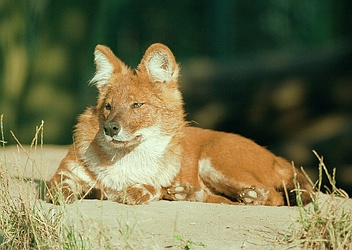
Красный волк

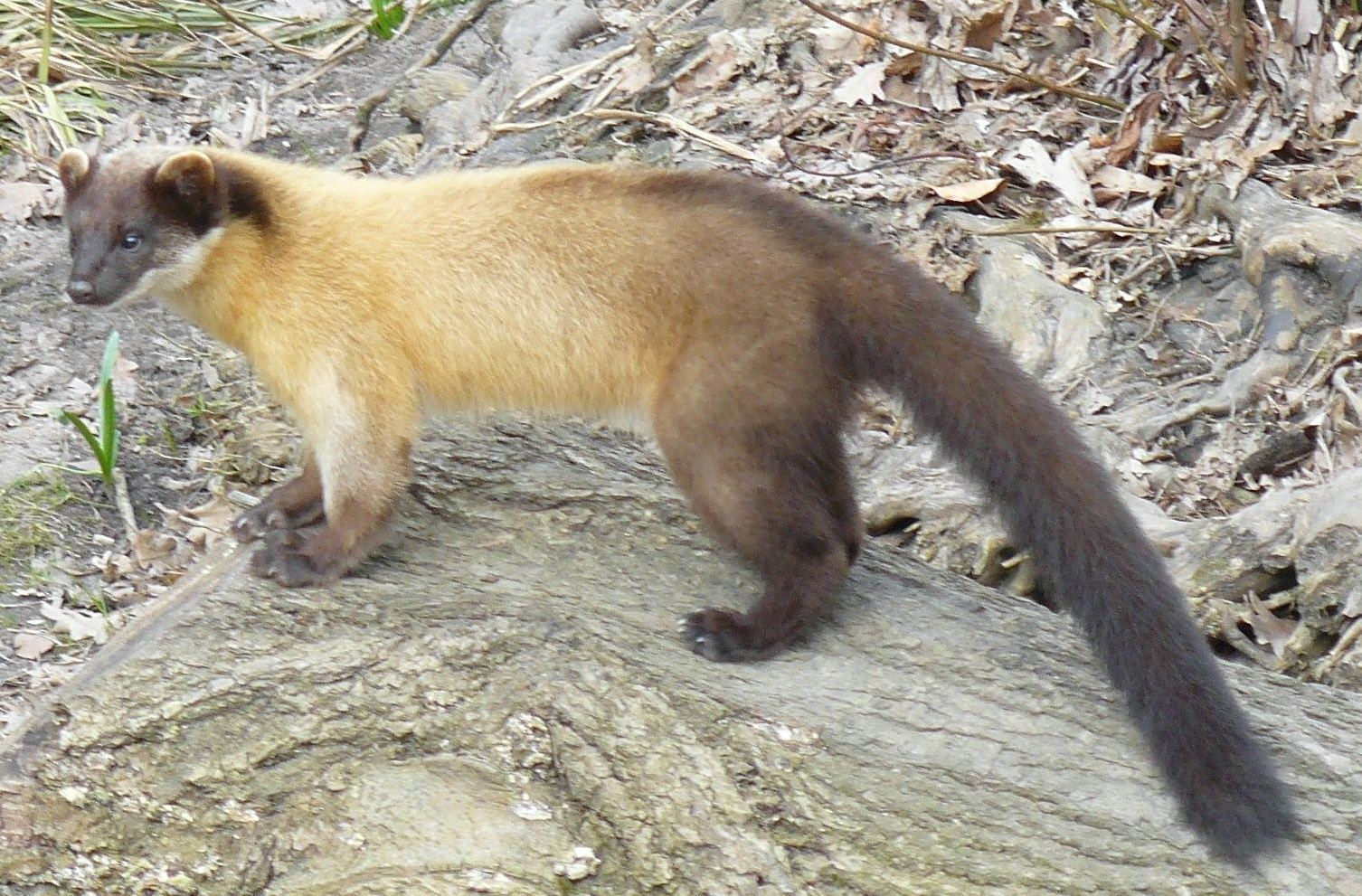
Харза

        - Калимантанский дымчатый леопард (Neofelis diardi)

      - Род Пантеры (Panthera)
        - Леопард (Panthera pardus)
        - Тигр (Panthera tigris)

  - Семейство Виверровые (Viverridae)
    - Подсемейство Paradoxurinae
      - Род Бинтуронги (Arctictis)
        - Бинтуронг (Arctictis binturong)

      - Род Трёхполосые циветы (Arctogalidia)
        - Трёхполосая цивета (Arctogalidia trivirgata)

      - Род Сулавесские циветы (Macrogalidia)
        - Сулавесская цивета (Macrogalidia musschenbroekii)

      - Род Гималайские циветы (Paguma)
        - Гималайская цивета (Paguma larvata)

      - Род Мусанги (Paradoxurus)
        - Мусанг (Paradoxurus hermaphroditus)

    - Подсемейство Hemigalinae
      - Род Выдровые циветы (Cynogale)
        - Выдровая цивета (Cynogale bennettii)

      - Род Полосатые циветы (Hemigalus)
        - Полосатая цивета (Hemigalus derbyanus)

    - Подсемейство Viverrinae
      - Род Циветы (Viverra)
        - Тангалунга (Viverra tangalunga)
        - Большая цивета (Viverra zibetha)

      - Род Малые циветы (Viverricula)
        - Малая цивета (Viverricula indica)

    - Подсемейство Prionodontidae
      - Род Азиатские линзанги (Prionodon)
        - Полосатый линзанг (Prionodon linsang)

  - Семейство Мангустовые (Herpestidae)
    -       - Род Мангусты (Herpestes)
        - Короткохвостый мангуст (Herpestes brachyurus)
        - Обыкновенный мангуст (Herpestes edwardsii)
        - Яванский мангуст (Herpestes javanicus)
        - Воротничковый мангуст (Herpestes semitorquatus)
        - Полосатошейный мангуст (Herpestes vitticollis)
- Подотряд Псообразные (Caniformia)
  - Семейство Медвежьи (Ursidae)
    - Подсемейство Ursinae
      - Род Helarctos
        - Малайский медведь (Helarctos malayanus)

  - Семейство Псовые (Canidae)
    - Подсемейство Волчьи (Caninae)
      - Род Волки (Canis)
        - Волк (Canis lupus)
          - Динго (Canis lupus dingo)
          - Собака (Canis familiaris)

    - Подсемейство Собачьи (Simocyoninae)
      - Род Красные волки (Cuon)
        - Красный волк (Cuon alpinus)

  - Семейство Куньи (Mustelidae)
    - Подсемейство Выдровые (Lutrinae)
      - Род Бескоготные выдры (Aonyx)
        - Бескоготная выдра (Aonyx cinereus)

      - Род Hydrictis
        - Hydrictis maculicollis

      - Род Выдры (Lutra)
        - Выдра (Lutra lutra)
        - Суматранская выдра (Lutra sumatrana)

      - Род Lutrogale
        - Lutrogale perspicillata

    - Подсемейство Барсучьи (Melinae)
      - Род Arctonyx
        - Свиной барсук (Arctonyx collaris) NT

      - Род Хорьковые барсуки (Melogale)
        - Melogale everetti
        - Melogale orientalis

    - Подсемейство Куньи (Mustelinae)
      - Род Патагонские ласки (Lyncodon)
        - Патагонская ласка (Lyncodon patagonicus)

      - Род Куницы (Martes)
        - Харза (Martes flavigula)

      - Род Хорьки (Mustela)
        - Яванский колонок (Mustela lutreolina)
        - Малайская ласка (Mustela nudipes)

  - Семейство Скунсовые (Mephitidae)
    - Род Вонючие барсуки (Mydaus)
      - Mydaus javanensis

## ОтрядНепарнокопытные(Perissodactyla)

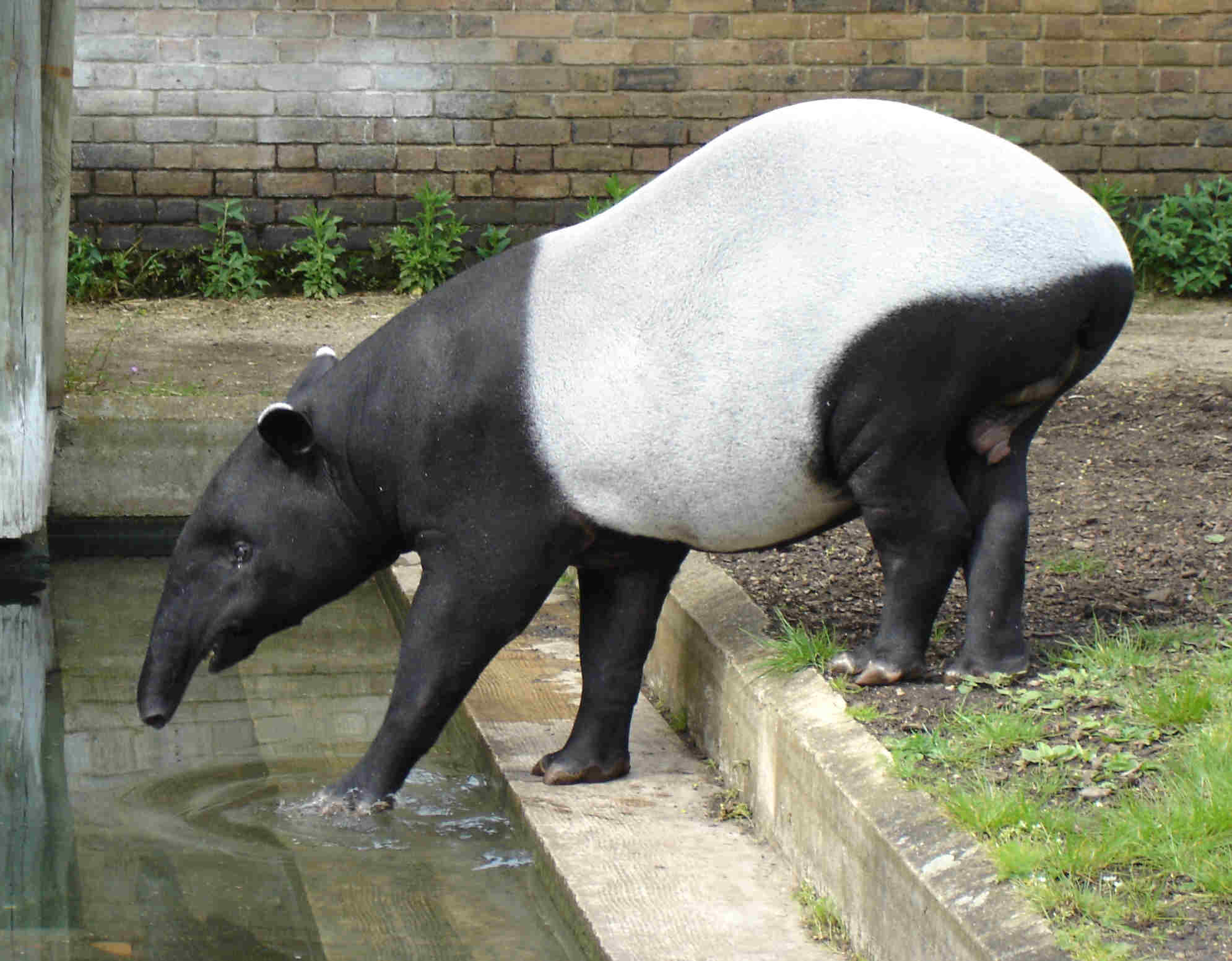
Чепрачный тапир

- Семейство Носороговые (Rhinocerotidae)
  - Подсемейство Rhinocerotinae
    - Триба Rhinocerotini
      - Род Индийские носороги (Rhinoceros)
        - Яванский носорог (Rhinoceros sondaicus)

    - Триба Dicerorhinini
      - Род Dicerorhinus
        - Суматранский носорог (Dicerorhinus sumatrensis)
- Семейство Тапировые (Tapiridae)
  - Род Тапиры (Tapirus)
    - Чепрачный тапир (Tapirus indicus)

## ОтрядПарнокопытные(Artiodactyla)
- Подотряд Нежвачные (Suina)
  - Семейство Свиньи (Suidae)
    - Род Бабируссы (Babyrousa)
      - Бабирусса (Babyrousa babyrussa)
      - Сулавесская бабирусса (Babyrousa celebensis)
      - Тогийская бабирусса (Babyrousa togeanensis)

    - Род Кабаны (Sus)
      - Бородатая свинья (Sus barbatus)

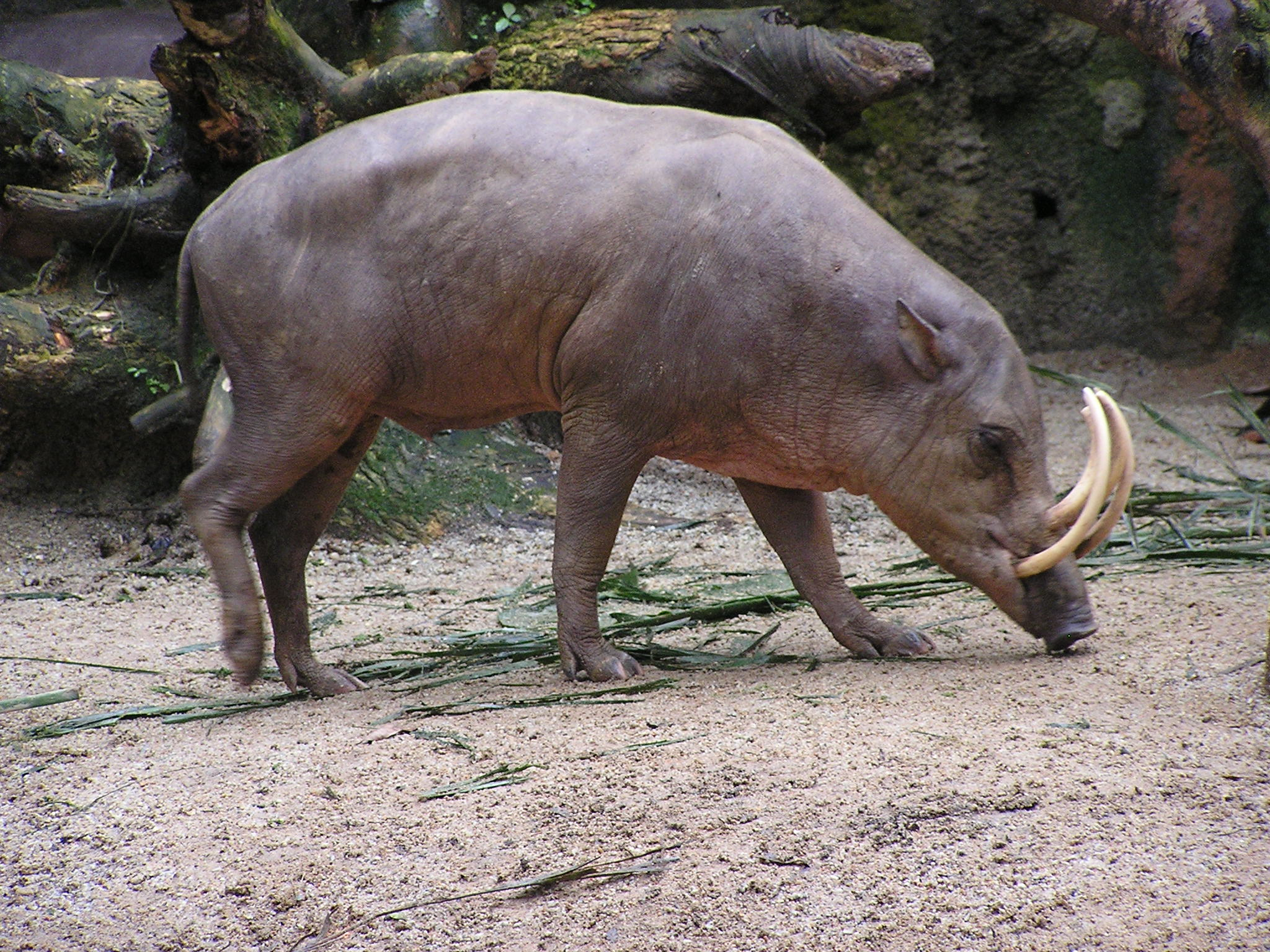
Сулавесская бабирусса

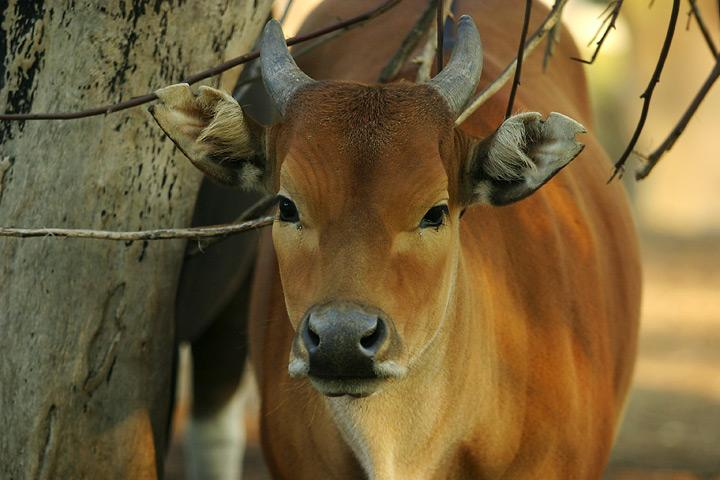
Бантенг

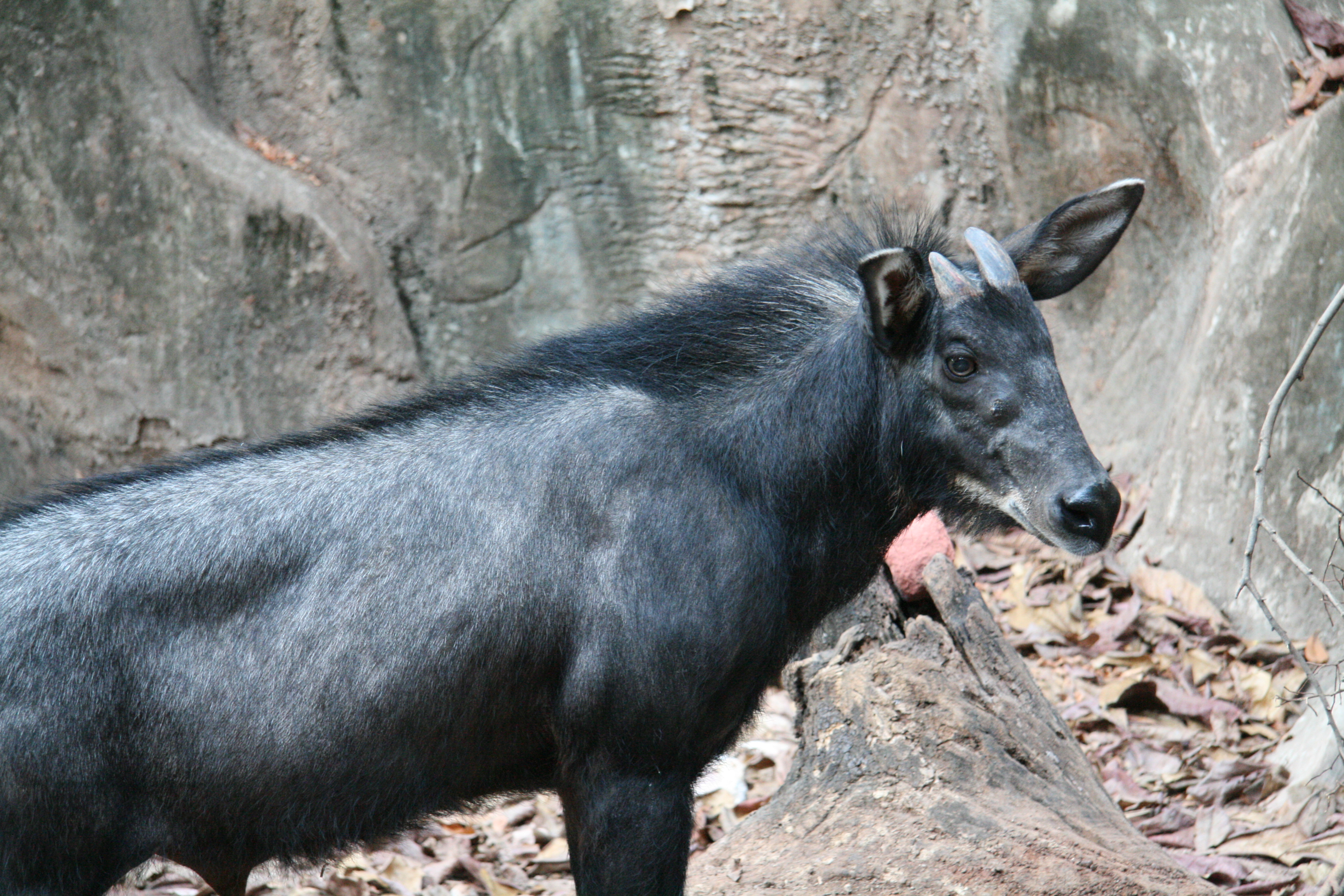
Суматранский серау

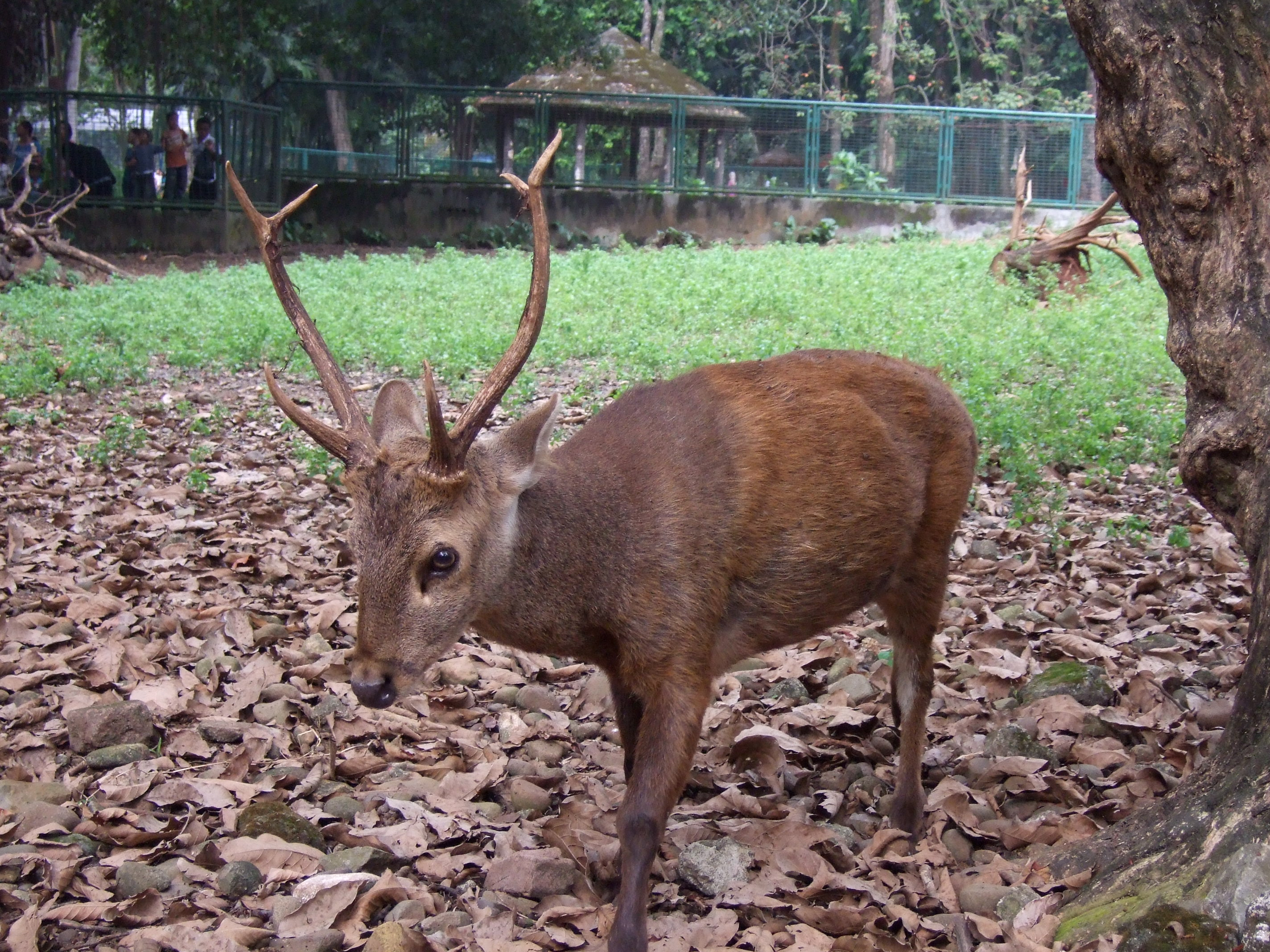
Олень Куля

      - Сулавесская бородавчатая свинья (Sus celebensis)
      - Кабан (Sus scrofa)
      - Яванская свинья (Sus verrucosus)
- Подотряд Жвачные (Ruminantia)
  - Семейство Оленьковые (Tragulidae)
    - Род Азиатские оленьки (Tragulus)
      - Малый оленёк (Tragulus javanicus)
      - Tragulus kanchil
      - Большой оленёк (Tragulus napu)

  - Семейство Полорогие (Bovidae)
    - Подсемейство Быки (Bovinae)
      - Род Настоящие быки (Bos)
        - Бантенг (Bos javanicus)

      - Род Азиатские буйволы (Bubalus)
        - Азиатский буйвол (Bubalus bubalis)
        - Аноа (Bubalus depressicornis)
        - Горный аноа (Bubalus quarlesi)

    - Подсемейство Козьи (Caprinae)
      - Род Серау (Caprinae)
        - Суматранский серау (Capricornis sumatraensis)

  - Семейство Оленевые (Cervidae)
    - Подсемейство Настоящие олени (Cervinae)
      - Род Аксисы (Axis)
        - Олень Куля (Axis kuhlii)

      - Род Олени (Cervus)
        - Филиппинский замбар (Cervus marianna)
        - Гривистый замбар (Cervus timorensis)
        - Индийский замбар (Cervus unicolor)

    - Подсемейство Мунтжаковые (Muntiacinae)
      - Род Мунтжаки (Muntiacus)
        - Muntiacus atherodes
        - Мунтжак (Muntiacus muntjak)

## ОтрядКитообразные(Cetacea)
- Подотряд Беззубые киты (Mysticeti)
  - Семейство Полосатиковые (Balaenopteridae)
    - Подсемейство Balaenopterinae
      - Род Полосатики (Balaenoptera)
        - Малый полосатик (Balaenoptera acutorostrata)
        - Сейвал (Balaenoptera borealis)
        - Полосатик Идена (Balaenoptera edeni)
        - Синий кит (Balaenoptera musculus)
        - Финвал (Balaenoptera physalus)

    - Подсемейство Megapterinae
      - Род Горбатые киты (Megaptera)
        - Горбатый кит (Megaptera novaeangliae)

  - Семейство Neobalaenidae
    - Род Карликовые гладкие киты (Caperea)
      - Карликовый гладкий кит (Caperea marginata)
- Подотряд Зубатые киты (Odontoceti)
  - Семейство Дельфиновые (Delphinidae)
    - Род Карликовые косатки (Feresa)
      - Карликовая косатка (Feresa attenuata)

    - Род Гринды (Globicephala)
      - Короткоплавниковая гринда (Globicephala macrorhynchus)

    - Род Серые дельфины (Grampus)
      - Серый дельфин (Grampus griseus)

    - Род Малайзийские дельфины (Lagenodelphis)
      - Малайзийский дельфин (Lagenodelphis hosei)

    - Род Иравадийские дельфины (Orcaella)
      - Иравадийский дельфин (Orcaella brevirostris)
      - Австралийский курносый дельфин (Orcaella heinsohni)

    - Род Косатки (Orcinus)
      - Косатка (Orcinus orca)

    - Род Бесклювые дельфины (Peponocephala)
      - Бесклювый дельфин (Peponocephala electra)

    - Род Малые косатки (Pseudorca)
      - Малая косатка (Pseudorca crassidens)

    - Род Горбатые дельфины (Sousa)
      - Китайский дельфин (Sousa chinensis)

    - Род Продельфины (Stenella)
      - Узкорылый продельфин (Stenella attenuata)
      - Полосатый продельфин (Stenella coeruleoalba)
      - Длиннорылый продельфин (Stenella longirostris)

    - Род Крупнозубые дельфины (Steno)
      - Крупнозубый дельфин (Steno bredanensis)

    - Род Афалины (Tursiops)
      - Индийская афалина (Tursiops aduncus)
      - Афалина (Tursiops truncatus)

  - Семейство Кашалотовые (Physeteridae)
    - Род Кашалоты (Physeter)
      - Кашалот (Physeter macrocephalus)

  - Семейство Карликовые кашалоты (Kogiidae)
    - Род Карликовые кашалоты (Kogia)
      - Карликовый кашалот (Kogia breviceps)
      - Кашалот-малютка (Kogia simus)

  - Семейство Морские свиньи (Phocoenidae)
    - Род Беспёрые морские свиньи (Neophocaena)
      - Беспёрая морская свинья (Neophocaena phocaenoides)

  - Надсемейство Речные дельфины (Platanistoidea)
    - Семейство Клюворылые (Ziphidae)
      - Род Клюворылые дельфины (Ziphius)
        - Клюворыл (Ziphius cavirostris)

      - Род Ремнезубы (Mesoplodon)
        - Mesoplodon densirostris
        - Mesoplodon ginkgodens

## ОтрядЗайцеобразные(Lagomorpha)
- Семейство Зайцевые (Leporidae)
  - Род Lepus
    - Подрод Indolagus
      - Темношеий заяц (Lepus nigricollis)

  - Род Nesolagus
    - Полосатый заяц (Nesolagus netscheris)

## ОтрядГрызуны(Rodentia)
- Подотряд Дикобразообразные (Hystricomorpha)
  - Семейство Дикобразовые (Hystricidae)
    - Род Кистехвостые дикобразы (Atherurus)
      - Азиатский кистехвостый дикобраз (Atherurus macrourus)

    - Род Дикобразы (Hystrix)
      - Малайский дикобраз (Hystrix brachyura)
      - Яванский дикобраз (Hystrix javanica)

    - Род Индонезийские дикобразы (Thecurus)
      - Жёсткоиглый дикобраз (Thecurus crassispinis)
      - Суматранский дикобраз  (Thecurus sumatrae)

    - Род Длиннохвостые дикобразы (Trichys)
      - Длиннохвостый дикобраз (Trichys fasciculata)
- Подотряд Белкообразные (Sciuromorpha)
  - Семейство Беличьи (Sciuridae)
    - Подсемейство Ratufinae
      - Род Гигантские белки (Ratufa)
        - Кремовая белка (Ratufa affinis)
        - Двухцветная белка (Ratufa bicolor)

    - Подсемейство Sciurinae
      - Триба Sciurini
        - Род Rheithrosciurus
          - Кистеухая белка (Rheithrosciurus macrotis)

      - Триба Pteromyini
        - Род Чёрные летяги (Aeromys)
          - Чёрная летяга (Aeromys tephromelas)
          - Калимантанская летяга (Aeromys thomasi)

        - Род Стрелохвостые летяги (Hylopetes)
          - Летяга Бартелса (Hylopetes bartelsi)
          - Яванская летяга (Hylopetes lepidus)
          - Hylopetes platyurus
          - Сипорская летяга (Hylopetes sipora)
          - Мьянманская летяга (Hylopetes spadiceus)
          - Суматранская летяга (Hylopetes winstoni)

        - Род Индонезийские летяги (Iomys)
          - Индонезийская летяга (Iomys horsfieldii)
          - Ментавайская летяга (Iomys sipora)

        - Род Гигантские летяги (Petaurista)
          - Изящная летяга (Petaurista elegans)

        - Род Карликовые летяги (Petinomys)
          - Усатая летяга (Petinomys genibarbis)
          - Летяга Хагена (Petinomys hageni)
          - Сиберутская летяга (Petinomys lugens)
          - Стрелохвостая карликовая летяга (Petinomys sagitta)
          - Белобрюхая летяга (Petinomys setosus)
          - Летяга Фордерманна (Petinomys vordermanni)

        - Род Pteromyscus
          - Дымчатая летяга (Pteromyscus pulverulentes)

    - Подсемейство Callosciurinae
      - Род Прекрасные белки (Callosciurus)
        - Беловатая белка (Callosciurus albescens)
        - Чернобрюхая белка (Callosciurus melanogaster)
        - Чернополосая белка (Callosciurus nigrovittatus)
        - Трёхцветная белка (Callosciurus notatus)
        - Калимантанская прекрасная белка (Callosciurus orestes)
        - Белка Превоста (Callosciurus prevostii)

      - Род Краснощёкие белки (Dremomys)
        - Калимантанская горная белка (Dremomys everretti)

      - Род Крошечные белки (Exilisciurus)
        - Крошечная белка (Exilisciurus exilis)
        - Крошечная белка Уайтхеда (Exilisciurus whiteheadi)

      - Род Сулавесийские длинноносые белки (Hyosciurus)
        - Горная длинноносая белка (Hyosciurus heinrichi)
        - Равнинная длинноносая белка (Hyosciurus ileile)

      - Род Малайские белки (Hyosciurus)
        - Трёхполосая белка (Lariscus insignis)
        - Ниобийская белка (Lariscus niobe)
        - Ментавайская белка (Lariscus obscurus)

      - Род Карликовые сулавесские белки (Prosciurillus)
        - Скрытная белка (Prosciurillus abstrusus)
        - Беловатая карликовая белка (Prosciurillus leucomus)
        - Сулавесская карликовая белка (Prosciurillus murinus)
        - Prosciurillus rosenbergii
        - Карликовая белка Вебера (Prosciurillus weberi)

      - Род Rhinosciurus
        - Длинноносая белка (Rhinosciurus laticaudatus)

      - Род Rubrisciurus
        - Рубиновая белка (Rubrisciurus rubriventer)

      - Род Зондские белки (Sundasciurus)
        - Подрод Sundasciurus
          - Белка Брука (Sundasciurus brookei)
          - Суматранская белка (Sundasciurus fraterculus)
          - Белка Джентинка (Sundasciurus jentinki)
          - Белка Лови (Sundasciurus lowii)
          - Стройная белка (Sundasciurus tenuis)

        - Подрод Aletesciurus
          - Конехвостая белка (Sundasciurus hippurus)
- Подотряд Мышеобразные  (Myomorpha)
  - Семейство Слепышовые (Spalacidae)
    - Подсемейство Rhizomyinae
      - Род Бамбуковые крысы (Rhizomys)
        - Большая бамбуковая крыса (Rhizomys sumatrensis)

  - Семейство Мышиные (Muridae)
    - Подсемейство Мышиные (Murinae)
      - Род Анизомисы (Anisomys)
        - Анизомис (Anisomys imitator)

      - Род Baiyankamys
        - Baiyankamys habbema

      - Род Бандикоты (Bandicota)
        - Малая бандикота (Bandicota bengalensis)
        - Индийская бандикота (Bandicota indica) [интродуцированный вид]

### FamilyMuridae
- ' (Lesser Bandicoot Rat; introduced)
- ' (introduced)
- Berylmys bowersi
- Bunomys andrewsi
- Bunomys chrysocomus
- Bunomys coelestis
- Bunomys fratrorum
- Bunomys penitus
- Bunomys prolatus
- Chiropodomys gliroides
- Chiropodomys karlkoopmani
- Chiropodomys muroides
- Chiropodomys pusillus
- Coccymys albidens
- Coccymys ruemmleri
- Colomys goslingi
- Coryphomys buehleri
- Echiothrix centrosa
- Echiothrix leucura
- Eropeplus canus
- Haeromys margarettae
- Haeromys minahassae
- Haeromys pusillus
- Hydromys chrysogaster (Water Rat)
- Hydromys hussoni
- Hyomys dammermani
- Kadarsanomys sodyi
- Komodomys rintjanus
- Lenomys meyeri
- Lenothrix canus
- Leopoldamys ciliatus
- Leopoldamys sabanus
- Leopoldamys siporanus
- Lorentzimys nouhuysi
- Mallomys aroaensis
- Mallomys gunung
- Mallomys istapantap
- Mallomys rothschildi
- Mammelomys lanosus
- Mammelomys rattoides
- Margaretamys beccarii
- Margaretamys elegans
- Margaretamys parvus
- Maxomys bartelsii
- Maxomys dollmani
- Maxomys hellwaldii
- Maxomys hylomyoides
- Maxomys inflatus
- Maxomys ochraceiventer
- Maxomys pagensis
- Maxomys rajah
- Maxomys surifer
- Maxomys wattsi
- Maxomys whiteheadi
- Melasmothrix naso
- Melomys aerosus
- Melomys bannisteri
- Melomys caurinus
- Melomys cooperae
- Melomys fraterculus
- Melomys frigicola
- Melomys fulgens
- Melomys howi
- Melomys leucogaster
- Melomys lutillus
- Melomys obiensis
- Melomys paveli
- Melomys rufescens
- Melomys talaudium
- Microhydromys richardsoni
- Mus caroli (introduced)
- Mus cervicolor (introduced)
- Mus crociduroides
- Mus musculus (House mouse; introduced)
- Mus terricolor (introduced)
- Mus vulcani
- Nesoromys ceramicus
- Niviventer cremoriventer
- Niviventer fraternus
- Niviventer fulvescens
- Niviventer lepturus
- Niviventer rapit
- Papagomys armandvillei (Flores Giant Rat)
- Papagomys theodorverhoeveni
- Parahydromys asper (New Guinea Waterside Rat)
- Paraleptomys rufilatus
- Paraleptomys wilhelmina
- Paramelomys lorentzii
- Paramelomys mollis
- Paramelomys moncktoni (possibly)
- Paramelomys naso
- Paramelomys platyops
- Paramelomys rubex
- Paramelomys steini
- Paruromys dominator
- Paulamys naso
- Pithecheir melanurus
- Pithecheirops otion
- Pogonomelomys bruijni
- Pogonomelomys mayeri
- Pogonomys loriae
- Pogonomys macrourus
- Pogonomys sylvestris
- Pseudohydromys ellermani
- Pseudohydromys occidentalis
- Rattus adustus (Sunburned Rat)
- Rattus annandalei
- Rattus arfakiensis
- Rattus argentiventer (Rice-field Rat)
- Rattus arrogans
- Rattus blangorum
- Rattus bontanus
- Rattus elaphinus
- Rattus enganus
- Rattus exulans (Polynesian Rat; probably introduced)
- Rattus feliceus
- Rattus fuscipes (Bush Rat)
- Rattus hainaldi
- Rattus hoffmanni
- Rattus hoogerwerfi
- Rattus jobiensis
- Rattus koopmani
- Rattus korinchi
- Rattus lugens
- Rattus marmosurus
- Rattus mollicomulus
- Rattus morotaiensis
- Rattus nitidus (introduced)
- Rattus norvegicus (Brown Rat; introduced)
- Rattus omichlodes
- Rattus pelurus
- Rattus pococki
- Rattus praetor
- Rattus rattus (Black Rat; introduced)
- Rattus richardsoni
- Rattus salocco
- Rattus simalurensis
- Rattus steini
- Rattus tanezumi (probably introduced)
- Rattus timorensis
- Rattus tiomanicus
- Rattus verecundus
- Rattus xanthurus
- Sommeromys macrorhinos (Sommeromys)
- Spelaeomys florensis
- Sundamys infraluteus
- Sundamys maxi
- Sundamys muelleri
- Taeromys arcuatus
- Taeromys callithrichus
- Taeromys celebensis
- Taeromys hamatus
- Taeromys microbullatus
- Taeromys punicans
- Taeromys taerae
- Tateomys macrocercus
- Tateomys rhinogradoides
- Uromys anak
- Uromys boeadii
- Uromys caudimaculatus (Giant White-tailed Rat)
- Uromys emmae
- Uromys siebersi
- Xenuromys barbatus

## ОтрядТупайи(Scandentia)
- Семейство Тупайевые (Tupaiidae)
  - Род Обыкновенные тупайи (Tupaia)
    - Tupaia chrysogaster
    - Tupaia dorsalis
    - Обыкновенная тупайя (Tupaia glis)
    - Tupaia gracilis
    - Tupaia javanica
    - Tupaia longipes
    - Tupaia minor
    - Tupaia picta
    - Tupaia splendidula
    - Большая тупайя (Tupaia tana)
- Семейство Ptilocercidae
  - Род Перохвостые тупайи (Ptilocercus)
    - Перохвостая тупайя (Ptilocercus lowii)

## ОтрядШерстокрылы(Dermoptera)
- Семейство Шерстокрыловые (Cynocephalidae)
  - Род Малайские шерстокрылы (Galeopterus)
    - Малайский шерстокрыл (Galeopterus variegatus)

## ОтрядПриматы(Primates)
- Подотряд Мокроносые обезьяны (Strepsirhini)
  - Инфраотряд Лемурообразные (Lemuriformes)
    - Семейство Лемуровые (Lemuridae)
    - Семейство Карликовые лемуры (Cheirogaleidae)
    - Семейство Лепилемуры (Lepilemuridae)
    - Семейство Индриевые (Indriidae)
    - Семейство Руконожковые (Daubentoniidae)

  - Инфраотряд Лориобразные (Loriformes)
    - Семейство Лориевые (Loridae)
      - Род Толстые лори (Nycticebus)
        - Толстый лори (Nycticebus coucang)

    - Семейство Галаговые (Galagonidae)
- Подотряд Сухоносые обезьяны (Haplorhini)
  - Инфраотряд Долгопятообразные (Tarsiiformes)
    - Семейство Долгопятовые (Tarsiidae)
      - Род Долгопяты (Tarsius)
        - Банканский долгопят (Tarsius bancanus)
        - Tarsius dentatus
        - Tarsius lariang
        - Tarsius pelengensis
        - Tarsius pumilus
        - Tarsius sangirensis
        - Tarsius tarsier

  - Инфраотряд Обезьянообразные (Simiiformes)
    - Парвотряд Широконосые обезьяны (Platyrrhina)
      - Семейство Игрунковые (Callitrichidae)
      - Семейство Цепкохвостые обезьяны (Cebidae)
      - Семейство Ночные обезьяны (Aotidae)
      - Семейство Саковые (Pitheciidae)
      - Семейство Паукообразные обезьяны (Atelidae)

    - Парвотряд Узконосые обезьяны (Catarhina)
      - Надсемейство Собакоголовые (Cercopithecoidea)
        - Семейство Мартышковые (Cercopithecidae)
          - Триба Papionini
            - Род Макаки (Macaca)
              - Макак-крабоед (Macaca fascicularis)
              - Macaca hecki
              - Целебесский макак (Macaca maura)
              - Свинохвостый макак (Macaca nemestrina)
              - Хохлатый павиан (Macaca nigra)
              - Macaca nigrescens
              - Macaca ochreata
              - Macaca pagensis
              - Macaca siberu
              - Тонкский макак (Macaca tonkeana)

          - Подсемейство Тонкотелые обезьяны (Colobinae)
            - Род Носачи (Nasalis )
              - Носач (Nasalis larvatus)

- -     -       - Надсемейство гоминоиды (Hominoidea)
        - Семейство гиббоновые (Hylobatidae)
        - Семейство гоминиды (Hominidae)

### FamilyCercopithecidae(Old World monkeys)
- Presbytis chrysomelas (Sarawak Surili)
- Presbytis comata (Javan Surili)
- Presbytis femoralis (Banded Surili)
- Presbytis frontata (White-fronted Surili)
- Presbytis hosei (Hose’s Langur)
- Presbytis melalophos (Sumatran Surili)
- Presbytis natunae (Natuna Island Surili)
- Presbytis potenziani (Mentawai Langur)
- Presbytis rubicunda (Maroon Leaf Monkey)
- Presbytis siamensis (White-thighed Surili)
- Presbytis thomasi (Thomas’s Langur)
- Simias concolor (Pig-tailed Langur)
- Trachypithecus auratus (Javan Lutung)
- Trachypithecus cristatus (Silvery Lutung)

### FamilyHylobatidae(Gibbons)
- Hylobates agilis (Agile Gibbon)
- Hylobates albibarbis
- Hylobates klossii (Kloss’s Gibbon)
- Hylobates lar (Lar Gibbon)
- Hylobates moloch (Silvery Gibbon)
- Hylobates muelleri (Müller’s Bornean Gibbon)
- Symphalangus syndactylus (Siamang)

### FamilyHominidae
- Pongo abelii (Sumatran Orangutan)
- Pongo pygmaeus (Bornean Orangutan)
- Homo sapiens (Human)